# 東九州自動車道

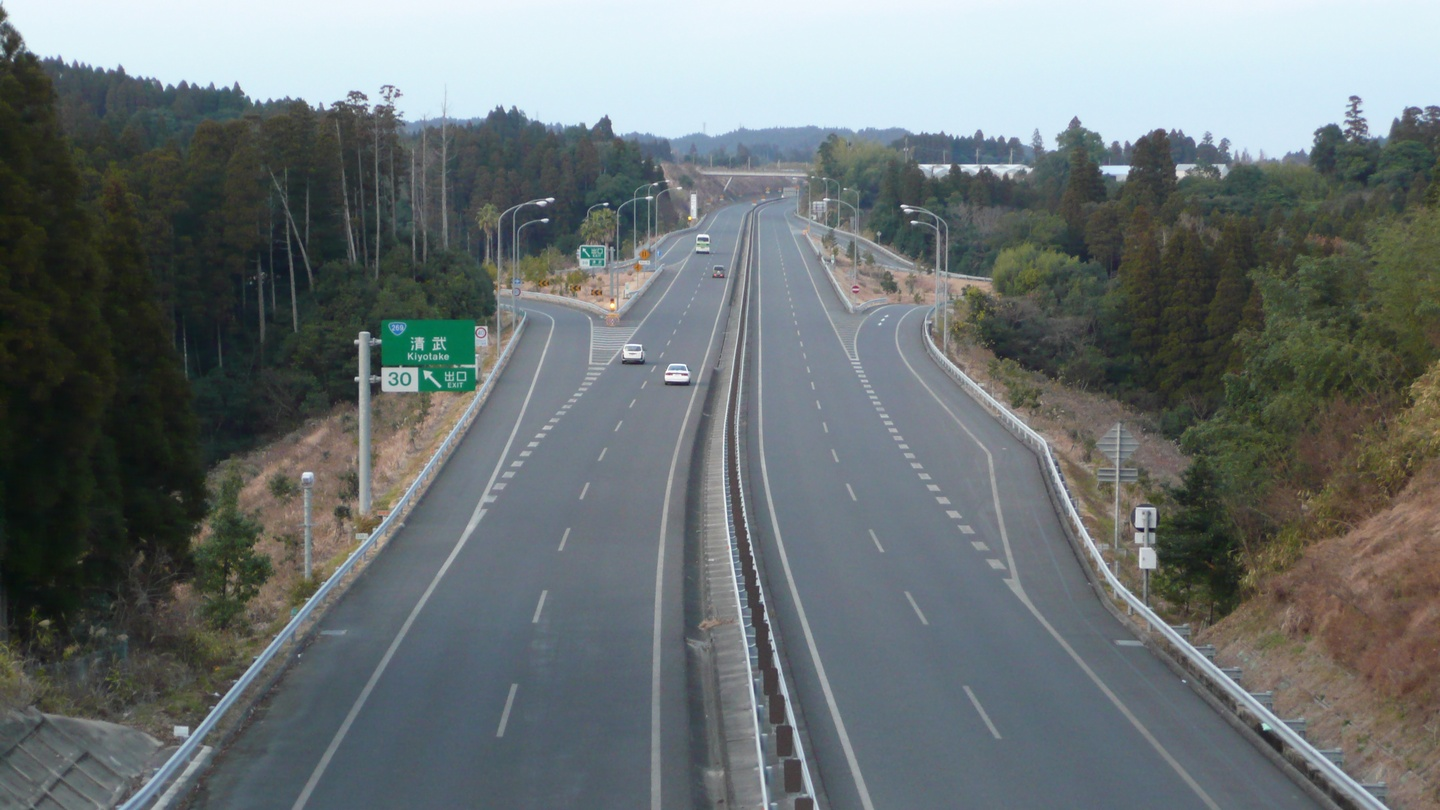
清武交流道附近(宮崎縣宮崎市)

東九州自動車道（日语：／ Higashi-Kyūshū jidōshadō */?）是以福岡縣北九州市為起點，經過大分縣、宮崎縣，至鹿兒島縣鹿兒島市的高速公路（高速自動車國道）。略稱為東九州道（日语：／ Higashi-Kyūshūdō */?）。
高速公路路線編號在北九州系統交流道 - 清武系統交流道間與大分自動車道（日出系統交流道 - 大分米良交流道間）、宮崎自動車道被共同編為 E10，清武系統交流道 - 加治木系統交流道間則是被編為 E78。

## 概要

### 事業名與道路名
根據高速自動車國道路線指定政令，作為高速自動車國道的東九州自動車道通過地區如下表。
| 起點     | 重要經過地 | 終點     |
| -------- | --- | -------- |
| 北九州市 | 行橋市 福岡縣京都郡京都町 同縣築上郡築上町 豐前市 中津市 宇佐市 大分縣速見郡日出町 別府市 大分市 臼杵市 津久見市 佐伯市 延岡市 日向市 西都市 宮崎市 日南市 串間市 志布志市 鹿屋市 曾於市 霧島市 姶良市 | 鹿兒島市 |

若區分營業中與事業中路線之路線名則如下表所記述。※者表示為高速自動車國道並行一般國道快速道路。但是在道路指示牌上依然以「東九州道」作為其正式名稱。
| 路線編號 | 道路名         | 區間                                          | 備考                              |
| -------- | -------------- | --------------------------------------------- | --------------------------------- |
| E10      | 東九州自動車道 | 北九州系統交流道 - 京都豐津交流道             |                                   |
| E10      | 東九州自動車道 | 京都豐津交流道 - 椎田南交流道                 | 椎田道路※                         |
| E10      | 東九州自動車道 | 椎田南交流道 - 宇佐交流道                     |                                   |
| E10      | 東九州自動車道 | 宇佐交流道 - 速見交流道                       | 宇佐別府道路※                     |
| E10      | 東九州自動車道 | 速見交流道 - 日出系統交流道                   | 舊大分自動車道速見支線            |
| E10      | 大分自動車道   | 日出系統交流道 - 大分米良交流道               | 與大分自動車道重複區間            |
| E10      | 東九州自動車道 | 大分米良交流道 - 佐伯交流道                   |                                   |
| E10      | 東九州自動車道 | 佐伯交流道 - 北川交流道                       | 新直轄區間                        |
| E10      | 東九州自動車道 | 北川交流道 - 延岡南交流道                     | 延岡道路※                         |
| E10      | 東九州自動車道 | 延岡南交流道 - 門川交流道                     | 延岡南道路※                       |
| E10      | 東九州自動車道 | 門川交流道 - 清武系統交流道                   |                                   |
| E78      | 東九州自動車道 | 清武系統交流道 - 日南東鄉交流道               | 新直轄區間                        |
| E78      | 東九州自動車道 | 日南東鄉交流道 - 志布志交流道（暫稱）         | 日南、志布志道路※（僅部分事業化） |
| E78      | 東九州自動車道 | 志布志交流道（暫稱） - 末吉財部交流道         | 新直轄區間                        |
| E78      | 東九州自動車道 | 末吉財部交流道 - 隼人東交流道                 |                                   |
| E78      | 東九州自動車道 | 隼人東交流道 - 加治木系統交流道、加治木交流道 | 隼人道路※                         |
| E3       | 九州自動車道   | 加治木系統交流道 - 鹿兒島交流道               | 與九州自動車道重複路段            |

## 交流道
- 交流道（IC）編號欄的背景色為■顯示該部分道路已經啟用。設施名欄的背景色為■顯示該部分設施尚未啟用、休止或廢除。未開通路段的名稱為臨時名稱。
- 智能交流道（SIC）以背景色■顯示。
- 半IC（日语：ハーフインターチェンジ）將在備註欄顯示可通行的出入口。
- 沒有路線名特記的是市町道。
- 巴士站（BS），○/●為使用中，◆為停用中設施。無標示者為未設置巴士站。
- 北九州JCT - 清武JCT間的高速公路編號為「E10」，清武JCT - 加治木JCT間的高速公路編號為「E78」[2]。

範例
- JCT為公路分岔點（日语：ジャンクション (道路)）的簡寫，IC為交流道的簡寫，SIC為智能交流道的簡寫，SA為服務區的簡寫，PA為停車區（日语：パーキングエリア）的簡寫，BS為巴士站的簡寫，TB為公路收費站的簡寫，TN為隧道的簡寫。

| IC編號           | 中文設施名            | 日文設施名 | 英文設施名 | 接續路線名                                                              | 起點起計 （公里） | 奈留IC起計 （公里） | BS         | 備註                                           | 所在地   | 所在地            | 所在地            |
| ---------------- | --------------------- | ---------- | ---------- | ----------------------------------------------------------------------- | ----------------- | ------------------- | ---------- | ---------------------------------------------- | -------- | ----------------- | ----------------- |
| 2-1              | 北九州JCT             |            |            | E3 九州自動車道                                                         | 0.0               |                     | -          |                                                | 福岡縣   | 北九州市 小倉南區 | 北九州市 小倉南區 |
| 1                | 苅田北九州機場IC      |            |            | 福岡縣道245號新北九州機場線                                             | 8.2               |                     |            |                                                | 福岡縣   | 京都郡 苅田町     | 京都郡 苅田町     |
| 2                | 行橋IC                |            |            | 國道201號                                                               | 16.8              |                     |            |                                                | 福岡縣   | 行橋市            | 行橋市            |
| 2-1              | 今川PA/SIC 行橋今川BS |            |            | [ c ]                                                                   | 19.1              |                     | ○          |                                                | 福岡縣   | 行橋市            | 行橋市            |
| 3                | 京都豐津IC            |            |            | 國道10號（行橋繞道、椎田道路）                                          | 24.2              |                     |            |                                                | 福岡縣   | 京都郡 京都町     | 京都郡 京都町     |
| 4                | 築城IC                |            |            | 福岡縣道237號寒田下別府線                                               | 26.5              |                     |            |                                                | 福岡縣   | 築上郡 築上町     | 築上郡 築上町     |
| -                | 椎田TB                |            |            | -                                                                       | 27.2              |                     |            | 公路收費站。2014年12月13日廢除                 | 福岡縣   | 築上郡 築上町     | 築上郡 築上町     |
| 5                | 椎田IC                |            |            | 福岡縣道231號黑平椎田線                                                 | 31.4              |                     |            |                                                | 福岡縣   | 築上郡 築上町     | 築上郡 築上町     |
| 6                | 椎田南IC              |            |            | 國道10號椎田道路（豐前市方向）                                          | 33.1              |                     |            | 北九州方向出入口                               | 福岡縣   | 築上郡 築上町     | 築上郡 築上町     |
| 7                | 豐前IC                |            |            | 福岡縣道32號犀川豐前線                                                  | 40.3              |                     |            |                                                | 福岡縣   | 豐前市            | 豐前市            |
| 7-1              | 上毛PA/SIC            |            |            | [ d ]                                                                   | 45.5              |                     |            |                                                | 福岡縣   | 築上郡 上毛町     | 築上郡 上毛町     |
| 8                | 中津IC                |            |            | 中津日田道路                                                            | 52.5              |                     |            |                                                | 大分縣   | 中津市            | 中津市            |
| 9                | 宇佐IC                |            |            | 國道10號（宇佐道路） 大分縣道625號宇佐Inter線                           | 61.4              |                     |            |                                                | 大分縣   | 宇佐市            | 宇佐市            |
| 9-1              | 院內IC/TB             |            |            | 國道387號                                                               | 64.5              |                     |            | 加治木方向出入口 公路收費站於2014年9月16日廢除 | 大分縣   | 宇佐市            | 宇佐市            |
| 9-2              | 安心院IC              |            |            | 大分縣道42號山香院內線                                                  | 69.7              |                     | ○          |                                                | 大分縣   | 宇佐市            | 宇佐市            |
| 9-3              | 大分農業文化公園IC    |            |            | 大分縣道42號山香院內線（繞道）                                          | 76.0              |                     |            |                                                | 大分縣   | 宇佐市            | 宇佐市            |
| 9-4              | 速見IC                |            |            | 國道10號（E97 日出繞道） 大分縣道24號日出山香線                         | 82.3              |                     |            |                                                | 大分縣   | 速見郡 日出町     | 速見郡 日出町     |
| 10               | 日出JCT               |            |            | E34 大分自動車道                                                        | 85.6              |                     | -          | 大分道鳥栖方向⇔東九州道清武方向直結構造        | 大分縣   | 速見郡 日出町     | 速見郡 日出町     |
| 10-1             | 別府灣SA/SIC          |            |            | 大分縣道218號別府山香線（繞道）                                         | 88.1              |                     | ○          |                                                | 大分縣   | 別府市            | 別府市            |
| 11               | 別府IC                |            |            | 大分縣道·熊本縣道11號別府一之宮線                                       | 92.8              |                     | ◆          |                                                | 大分縣   | 別府市            | 別府市            |
| -                | 挾間BS                |            | /          | -                                                                       | 103.2             |                     | ◆          | 休止中                                         | 大分縣   | 由布市            | 由布市            |
| 12               | 大分IC                |            |            | 大分縣道21號大分臼杵線                                                  | 107.6             |                     |            |                                                | 大分縣   | 大分市            | 大分市            |
| 13               | 大分光吉IC            |            |            | 大分縣道628號大分光吉Inter線                                            | 112.0             |                     |            |                                                | 大分縣   | 大分市            | 大分市            |
| 14               | 大分米良IC            |            |            | 國道10號（大分南繞道） 大分縣道56號中判田下郡線                         | 115.4             |                     |            |                                                | 大分縣   | 大分市            | 大分市            |
| -                | 大分松岡PA            |            |            | -                                                                       | 118.3             |                     |            |                                                | 大分縣   | 大分市            | 大分市            |
| 15               | 大分宮河內IC          |            |            | 中九州橫斷道路（調查中） 國道197號（大分東繞道）                        | 121.6             |                     |            |                                                | 大分縣   | 大分市            | 大分市            |
| 16               | 臼杵IC                |            |            | 國道502號                                                               | 135.6             |                     |            |                                                | 大分縣   | 臼杵市            | 臼杵市            |
| 17               | 津久見IC              |            |            | 大分縣道648號津久見Inter線                                              | 142.6             |                     |            |                                                | 大分縣   | 津久見市          | 津久見市          |
| -                | 佐伯彌生PA            |            |            | -                                                                       | 152.4             |                     | -          | 只限上行線 下行線檢討中                        | 大分縣   | 佐伯市            | 佐伯市            |
| -                | 佐伯TB                |            |            | -                                                                       | 155.6             |                     |            | 公路收費站                                     | 大分縣   | 佐伯市            | 佐伯市            |
| 18               | 佐伯IC                |            |            | 大分縣道36號佐伯津久見線                                                | 155.6             |                     |            |                                                | 大分縣   | 佐伯市            | 佐伯市            |
| 18-1             | 佐伯堅田IC            |            |            | 大分縣道603號赤木吹原佐伯線                                             | 160.7             |                     |            |                                                | 大分縣   | 佐伯市            | 佐伯市            |
| 19               | 蒲江IC                |            |            | 國道388號                                                               | 176.0             |                     |            | 鄰近蒲江Interpark                              | 大分縣   | 佐伯市            | 佐伯市            |
| 19-1             | 蒲江波當津IC          |            |            | 大分縣道630號蒲江波當津Inter線                                          | 184.8             |                     |            |                                                | 大分縣   | 佐伯市            | 佐伯市            |
| 20               | 北浦IC                |            |            | 國道388號                                                               | 190.2             |                     |            | 鄰近北浦臨海Park                               | 宮崎縣   | 延岡市            | 延岡市            |
| 20-1             | 須美江IC              |            |            | 宮崎縣道243號須美江Inter線                                              | 196.6             |                     |            | 加治木方向出入口                               | 宮崎縣   | 延岡市            | 延岡市            |
| 21               | 北川IC                |            |            | 國道10號（現道）                                                        | 202.2             |                     |            | 與道之驛北川驛馬相鄰                           | 宮崎縣   | 延岡市            | 延岡市            |
| 22               | 延岡JCT               |            |            | E77 九州中央自動車道（北方延岡道路） 宮崎縣道241號延岡Inter線           | 215.0             |                     | -          |                                                | 宮崎縣   | 延岡市            | 延岡市            |
| 22               | 延岡IC                |            |            | E77 九州中央自動車道（北方延岡道路） 宮崎縣道241號延岡Inter線           | 215.0             | ○                   |            |                                                | 宮崎縣   | 延岡市            | 延岡市            |
| 23               | 延岡南IC              |            |            | 國道10號 （土土呂繞道、延岡南道路）                                     | 222.8             |                     |            |                                                | 宮崎縣   | 延岡市            | 延岡市            |
| -                | 門川TB                |            |            | -                                                                       | 226.4             |                     |            | 公路收費站                                     | 宮崎縣   | 東臼杵郡 門川町   | 東臼杵郡 門川町   |
| 24               | 門川IC                |            |            | 國道10號（現道） 宮崎縣道226號土土呂日向線                              | 226.5             |                     |            | 北九州方向出入口                               | 宮崎縣   | 東臼杵郡 門川町   | 東臼杵郡 門川町   |
| -                | 門川BS                |            |            | -                                                                       | 227.3             |                     | ○          |                                                | 宮崎縣   | 東臼杵郡 門川町   | 東臼杵郡 門川町   |
| 24-1             | 門川南SIC             |            |            | [ j ]                                                                   | 227.8             |                     |            | 加治木方向出入口                               | 宮崎縣   | 東臼杵郡 門川町   | 東臼杵郡 門川町   |
| 25               | 日向IC                |            |            | 國道327號（日向繞道）                                                   | 240.4             |                     | ○          |                                                | 宮崎縣   | 日向市            | 日向市            |
| 26               | 都農IC                |            |            | 宮崎縣道303號都農Inter線                                                | 260.4             |                     |            |                                                | 宮崎縣   | 兒湯郡            | 都農町            |
| -                | 川南PA                |            |            | -                                                                       | 267.4             |                     |            | 川南PLATZ鄰接                                  | 宮崎縣   | 兒湯郡            | 川南町            |
| 27               | 高鍋IC                |            |            | 宮崎縣道308號高鍋Inter線                                                | 273.3             |                     |            |                                                | 宮崎縣   | 兒湯郡            | 高鍋町            |
| -                | 新富SIC               |            |            |                                                                         | 279.1             |                     |            | 興建中                                         | 宮崎縣   | 兒湯郡            | 新富町            |
| 28               | 西都IC                |            |            | 宮崎縣道321號西都Inter線                                                | 285.4             |                     | ○          |                                                | 宮崎縣   | 兒湯郡            | 新富町            |
| 28               | 西都IC                | 西都市     |            | 宮崎縣道321號西都Inter線                                                | 285.4             |                     | ○          |                                                | 宮崎縣   |                   |                   |
| -                | 國富BS                |            |            | -                                                                       | 296.4             |                     | ◆          | 2019年10月7日搬到國富SIC內                     | 宮崎縣   | 東諸縣郡 國富町   | 東諸縣郡 國富町   |
| 28-1             | 國富SIC               |            |            | 宮崎縣道26號宮崎須木線                                                  | 297.0             |                     | ○          | 併設國富BS                                     | 宮崎縣   | 東諸縣郡 國富町   | 東諸縣郡 國富町   |
| -                | 宮崎BS                |            |            | -                                                                       | 301.1             |                     | ○          |                                                | 宮崎縣   | 宮崎市            | 宮崎市            |
| 29               | 宮崎西IC              |            |            | 國道10號（宮崎西繞道）                                                  | 302.2             |                     |            |                                                | 宮崎縣   | 宮崎市            | 宮崎市            |
| -                | 宮崎PA                |            |            | -                                                                       | 305.2             |                     |            |                                                | 宮崎縣   | 宮崎市            | 宮崎市            |
| 30               | 清武IC                |            |            | 清武IC\|清武インターチェンジ#清武インター線\|宮崎縣道371號清武Inter線]] | 310.1             |                     |            |                                                | 宮崎縣   | 宮崎市            | 宮崎市            |
| 4-1              | 清武JCT               |            |            | E10 宮崎自動車道                                                        | 312.3             |                     | -          |                                                | 宮崎縣   | 宮崎市            | 宮崎市            |
| -                | 清武南TB              |            |            | -                                                                       | 313.4             |                     |            | 公路收費站                                     | 宮崎縣   | 宮崎市            | 宮崎市            |
| 30-1             | 清武南IC              |            |            | 宮崎縣道378號清武南Inter線                                              | 313.5             |                     |            |                                                | 宮崎縣   | 宮崎市            | 宮崎市            |
| 預定2022年度開通 |                       |            |            |                                                                         |                   |                     |            |                                                | 宮崎縣   | 宮崎市            | 宮崎市            |
| 日南市           |                       |            |            |                                                                         |                   |                     |            |                                                | 宮崎縣   |                   |                   |
| 31               | 日南北鄉IC            |            |            | 宮崎縣道28號日南高岡線                                                  | 331.3             |                     |            |                                                | 宮崎縣   |                   |                   |
| 32               | 日南東鄉IC            |            |            | 宮崎縣道434號風田星倉線                                                 | 340.3             |                     |            | 北九州方向出入口                               | 宮崎縣   |                   |                   |
| -                | 油津IC                |            |            | 國道222號                                                               | 343.5             |                     | -          | 興建中                                         | 宮崎縣   |                   |                   |
| -                | 南鄉IC                |            |            | 國道220號（現道） 宮崎縣道436號日南南鄉線                               | 349.9             |                     | -          | 興建中                                         | 宮崎縣   |                   |                   |
| 基本計劃路段     |                       |            |            |                                                                         |                   |                     |            |                                                | 宮崎縣   |                   |                   |
| 串間市           |                       |            |            |                                                                         |                   |                     |            |                                                | 宮崎縣   |                   |                   |
| -                | 奈留IC                |            |            | 國道220號（現道）                                                       |                   | 0.0                 | -          | 興建中 加治木方向出入口                        | 宮崎縣   |                   |                   |
| -                | 串間IC                |            |            | 鹿兒島縣道·宮崎縣道112號今別府串間線                                    |                   | 3.9                 | -          | 興建中                                         | 宮崎縣   |                   |                   |
| -                | 夏井IC                |            |            |                                                                         |                   | 14.1                | -          | 興建中 加治木方向出入口                        | 鹿兒島縣 | 志布志市          | 志布志市          |
| 35               | 志布志IC              |            |            | 都城志布志道路 鹿兒島縣道63號志布志福山線                               |                   | 17.8                | -          |                                                | 鹿兒島縣 | 志布志市          | 志布志市          |
| 35-1             | 志布志有明IC          |            |            |                                                                         |                   | 21.2                | -          |                                                | 鹿兒島縣 | 志布志市          | 志布志市          |
| 36               | 大崎IC                |            |            | 鹿兒島縣道512號東原大崎線                                               |                   | 27.5                | -          |                                                | 鹿兒島縣 | 曾於郡 大崎町     | 曾於郡 大崎町     |
| 37               | 鹿屋串良JCT           |            |            | 大隅縱貫道                                                              |                   | 37.0                | -          |                                                | 鹿兒島縣 | 鹿屋市            | 鹿屋市            |
| 37-1             | 野方IC                |            |            | 鹿兒島縣道64號大崎輝北線                                                |                   | 43.5                |            | 地域活性化IC 道之驛野方Arasano相鄰             | 鹿兒島縣 | 曾於郡 大崎町     | 曾於郡 大崎町     |
| 38               | 曾於彌五郎IC          |            |            | 鹿兒島縣道71號垂水南之鄉線                                              |                   | 54.7                |            |                                                | 鹿兒島縣 | 曾於市            | 曾於市            |
| 39               | 末吉財部IC            |            |            | 國道10號                                                                |                   | 65.8                |            |                                                | 鹿兒島縣 | 曾於市            | 曾於市            |
| -                | 末吉財部TB            |            |            | -                                                                       |                   | 65.8                | 公路收費站 |                                                | 鹿兒島縣 | 曾於市            | 曾於市            |
| -                | 國分PA                |            |            | -                                                                       |                   | 82.5                |            |                                                | 鹿兒島縣 | 霧島市            | 霧島市            |
| 40               | 國分IC                |            |            | 國道10號                                                                |                   | 88.3                |            |                                                | 鹿兒島縣 | 霧島市            | 霧島市            |
| 41               | 隼人東IC              |            |            | 鹿兒島縣道58號隼人港線                                                  |                   | 93.1                |            |                                                | 鹿兒島縣 | 霧島市            | 霧島市            |
| 42               | 隼人西IC              |            |            | 鹿兒島縣道471號北永野田小濱線                                           |                   | 96.7                |            |                                                | 鹿兒島縣 | 霧島市            | 霧島市            |
| 25               | 加治木IC              |            |            | 國道10號（加治木繞道） 鹿兒島縣道55號栗野加治木線                       |                   | 99.2                |            |                                                | 鹿兒島縣 | 姶良市            | 姶良市            |
| 25-1             | 加治木JCT             |            |            | E3 九州自動車道                                                         |                   | 100.2               | -          |                                                | 鹿兒島縣 | 姶良市            | 姶良市            |

## 歷史
- 1990年（平成2年）2月21日 : 國道10號延岡南道路 延岡南IC至門川IC之間開通。
- 1991年（平成3年）3月15日 : 國道10號椎田道路 京都豐津IC至椎田南IC之間開通。
- 1992年（平成4年）3月25日 : 國道10號隼人道路 隼人東IC至加治木IC之間開通。
- 1993年（平成5年）3月29日 : 國道10號宇佐別府道路 院内IC至速見IC之間開通。
- 1994年（平成6年）12月15日 : 國道10號宇佐別府道路 宇佐IC至院内IC之間開通。
- 1999年（平成11年）11月27日 : 大分米良IC至大分宮河内IC之間開通。
- 2000年（平成12年）
  - 3月4日 : 國分IC至隼人東IC之間開通。
  - 3月25日 : 宮崎西IC至清武JCT之間開通，可以連接宮崎自動車道。
- 2001年（平成13年）
  - 3月31日 : 西都IC至宮崎西IC之間開通。
  - 4月18日 : 大分農業文化公園IC啟用。
  - 12月19日 : 加治木JCT開通，九州自動車道與隼人道路可以相互連接。
  - 12月27日 : 大分宮河内IC至津久見IC之間開通。
- 2002年（平成14年）
  - 3月2日 : 末吉財部IC至國分IC之間開通。
  - 3月30日 : 速見IC可以連接日出繞道。
- 2005年（平成17年）4月23日 : 一般國道10號延岡道路延岡IC至延岡南IC之間開通。
- 2006年（平成18年）2月26日 : 北九州JCT至苅田北九州空港IC之間開通，可以連接九州自動車道。
- 2007年（平成19年）3月22日 : 末吉財部收費站廢止，本線上的新末吉財部收費站啟用。
- 2008年（平成20年）
  - 6月28日 : 配合第63回國民體育大會即將舉行。津久見IC至佐伯IC之間開通。
  - 8月11日 : 大分光吉IC 全交流道化。
- 2009年（平成21年）9月24日 : 西都IC至宮崎西IC之間的改良工程而停用，直至同年11月22日[18]。
- 2010年（平成22年）
  - 3月14日 : 曽於弥五郎IC至末吉財部IC之間開通。
  - 7月17日 : 高鍋IC至西都IC之間開通。
  - 12月4日 : 門川IC至日向IC之間開通。
- 2012年（平成24年）
  - 4月20日 : 新加佐伯南IC（佐伯IC至蒲江IC之間）、野方IC（鹿屋串良IC至曾於彌五郎IC之間）作為地域活性化IC[19]。
  - 12月15日 : 須美江IC至延岡IC/JCT之間開通。
  - 12月22日 : 都農IC至高鍋IC之間開通。
- 2013年（平成25年）
  - 2月16日 : 蒲江IC至北浦IC之間開通。
  - 3月23日 : 清武JCT至清武南IC之間開通。
- 2014年（平成26年）
  - 3月8日 : 北浦IC至須美江IC之間開通。
  - 3月16日 : 日向IC至都農IC之間開通。
  - 3月23日 : 苅田北九州機場IC至行橋IC之間開通[20]。
  - 12月13日 : 行橋IC至京都豐津IC之間開通。
  - 12月21日 : 鹿屋串良JCT至曾於彌五郎IC之間開通[21]。
- 2015年（平成27年）
  - 3月1日 : 豐前IC至宇佐IC之間開通。
  - 3月21日 : 佐伯IC至蒲江IC之間開通[22]。

### 道路通車年度
來源：延岡市與宮崎縣的網站
- 2016年份 : 椎田南IC至豐前IC、門川南SIC[24]
- 2017年份 : 北鄉IC至日南IC[25]
- 2019年份 : 國富SIC[26]
- 2021年份 : 彌生停车区
- 未定：清武南IC至鹿屋串良JCT

## 路線狀況

### 道路管理者
- 西日本高速道路九州分社
  - 北九州高速道路事務所 : 北九州JCT至椎田南IC
  - 中津工事事務所 : 椎田南IC至宇佐IC
  - 大分高速道路事務所 : 宇佐IC至速見IC至日出JCT至大分米良IC至佐伯IC
  - 宮崎高速道路事務所 : 延岡南IC至清武南IC
  - 鹿兒島高速道路事務所 : 末吉財部IC至加治木IC/JCT至鹿児島IC
- 國土交通省九州地方整備局
  - 佐伯河川國道事務所 : 佐伯IC至蒲江IC
  - 延岡河川國道事務所 : 蒲江IC至延岡南IC
  - 宮崎河川國道事務所 : 清武南IC至日南IC
  - 大隅河川國道事務所 : 志布志IC至末吉財部IC

### 主要隧道
- 長野隧道（北九州JCT - 苅田北九州機場IC）：上行線1,439m 下行線1,426m
- 九六位隧道（大分宮河内IC - 臼杵IC）：2,285m
- 臼津隧道 （臼杵IC - 津久見IC）：2,985m
- 尺間山隧道（津久見IC - 佐伯IC）：2,593m
- 土土呂隧道（延岡南道路）
- 加草隧道（延岡南道路）

### 車速限制
- 70km/h : 苅田北九州機場IC至京都豐津IC、椎田道路、豐前IC至宇佐IC、宇佐別府道路、大分宮河内IC至佐伯IC、延岡道路、延岡南道路、門川IC至日向IC至清武南IC、末吉財部IC至隼人東IC、隼人道路
- 80km/h : 大分自動車道重複區間（速見IC至日出JCT至大分米良IC）、大分米良IC至大分宮河内IC、佐伯IC至北川IC、鹿屋串良JCT至末吉財部IC、九州自動車道重複區間（加治木JCT至鹿兒島IC）
- 100km/h : 北九州JCT至苅田北九州機場IC

### 交通量
平日24時間交通量（平成17年度道路交通調查）
| - 大分米良IC至大分宮河内IC : 6,257 - 大分宮河内IC至臼杵IC : 5,042 - 臼杵IC至津久見IC : 3,245 | - 西都IC至宮崎西IC : 2,133 - 宮崎西IC至清武IC : 3,803 - 清武IC至清武JCT : 4,272 | - 末吉財部IC至國分IC : 2,773 - 國分IC至隼人東IC : 5,891 |

## 地理

### 通過自治體
- 福岡縣
  - 北九州市小倉南區 - 京都郡苅田町 - 行橋市 - 京都郡京都町 - 築上郡築上町 - （之間未開通） - 豐前市 - 築上郡上毛町
- 大分縣
  - 中津市 - 宇佐市 - 杵築市 - 速見郡日出町 - 別府市 - 由布市 - 大分市 - 臼杵市 - 津久見市 - 佐伯市
- 宮崎縣
  - 延岡市 - 東臼杵郡門川町 - 日向市 - 兒湯郡都農町 - 兒湯郡川南町 - 兒湯郡高鍋町 - 兒湯郡新富町 - 西都市 - 宮崎市 - 西都市 - 宮崎市 - 西都市 - 宮崎市 - 東諸縣郡國富町 - 宮崎市
- 鹿兒島縣
  - 鹿屋市 - 曾於郡大崎町 - 志布志市[s] - 曾於郡大崎町 - 曾於市 - 霧島市 - 姶良市 - 鹿兒島市

### 連接高速公路
- E3 九州自動車道（於北九州系統交流道連接）
- 椎田道路（於京都豐津交流道、椎田南交流道連接）[27]
- 中津日田道路（於中津交流道連接）[28]
- 宇佐道路（於宇佐交流道間接連接）
- 宇佐別府道路（於宇佐交流道、速見交流道直通）
- E97 日出繞道（於速見交流道連接）
- E34 大分自動車道（於日出系統交流道連接）
- 延岡道路（於北川交流道、延岡南交流道直通）
- E77 九州中央自動車道（於延岡系統交流道連接）
- 延岡南道路（於延岡南交流道、門川交流道直通）
- E10 宮崎自動車道（於清武系統交流道連接）
- 日南、志布志道路（於日南東鄉交流道、志布志交流道直通（預定））
- 都城志布志道路（於志布志交流道連接）
- 大隅縱貫道（於鹿屋串良系統交流道連接）[29]
- 隼人道路（於隼人東交流道直通）
- E3 九州自動車道（於加治木系統交流道連接）

## 相片集

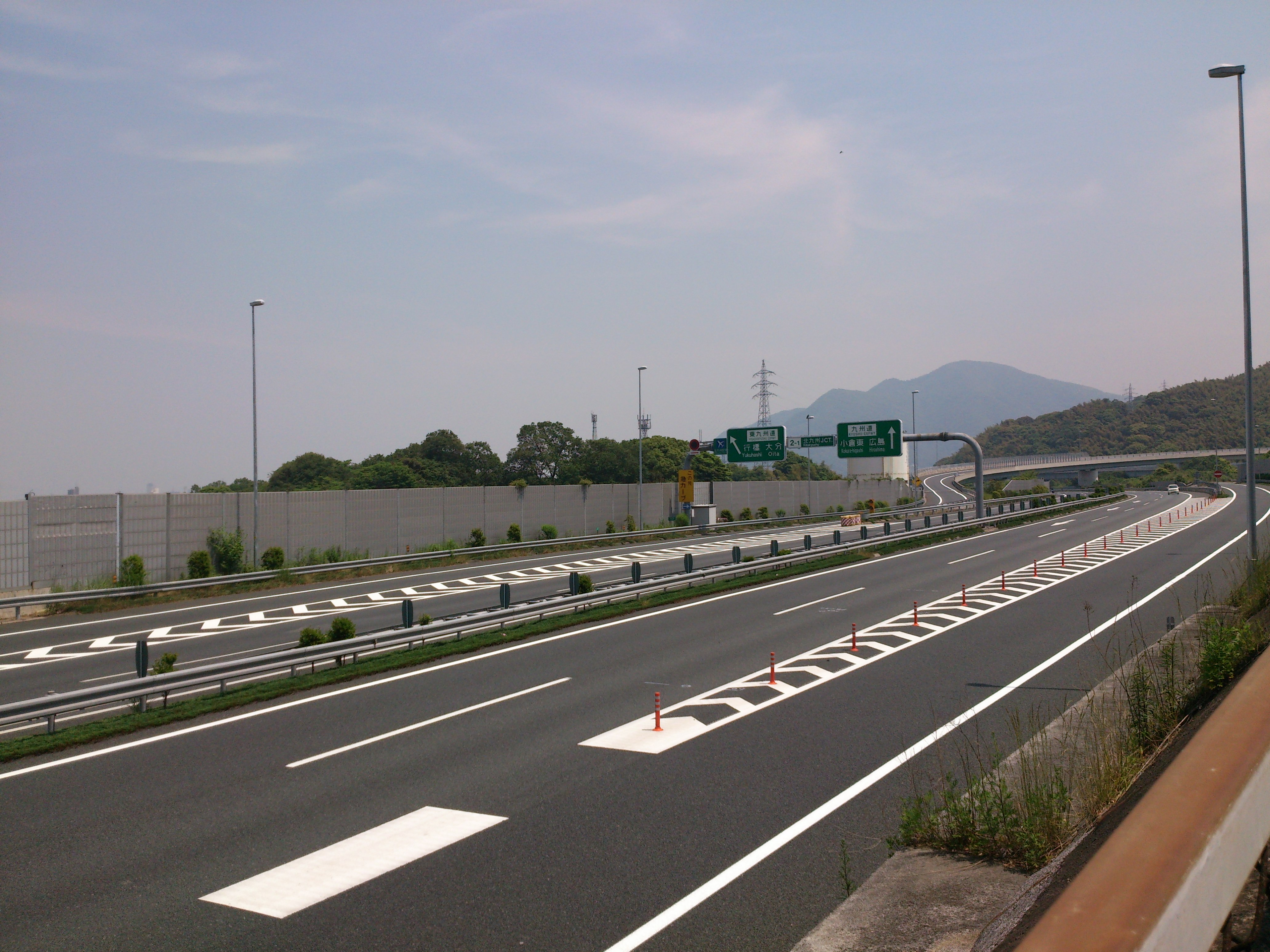
東九州道起點、北九州系統交流道附近 靠近這邊的道路為九州道 （福岡縣北九州市小倉南區）
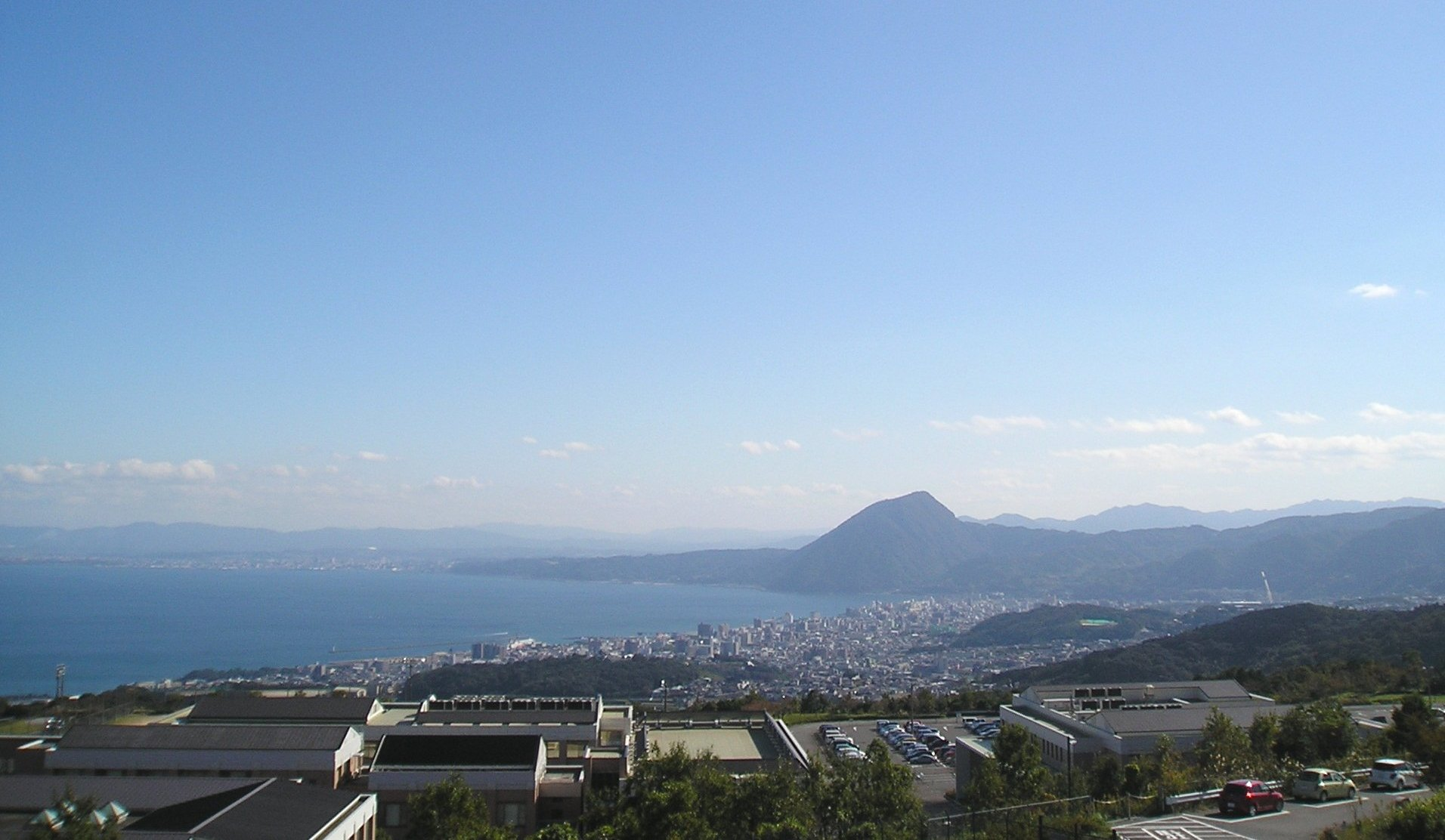
與大分道重複路段，自別府灣服務區展望 （大分縣別府市）
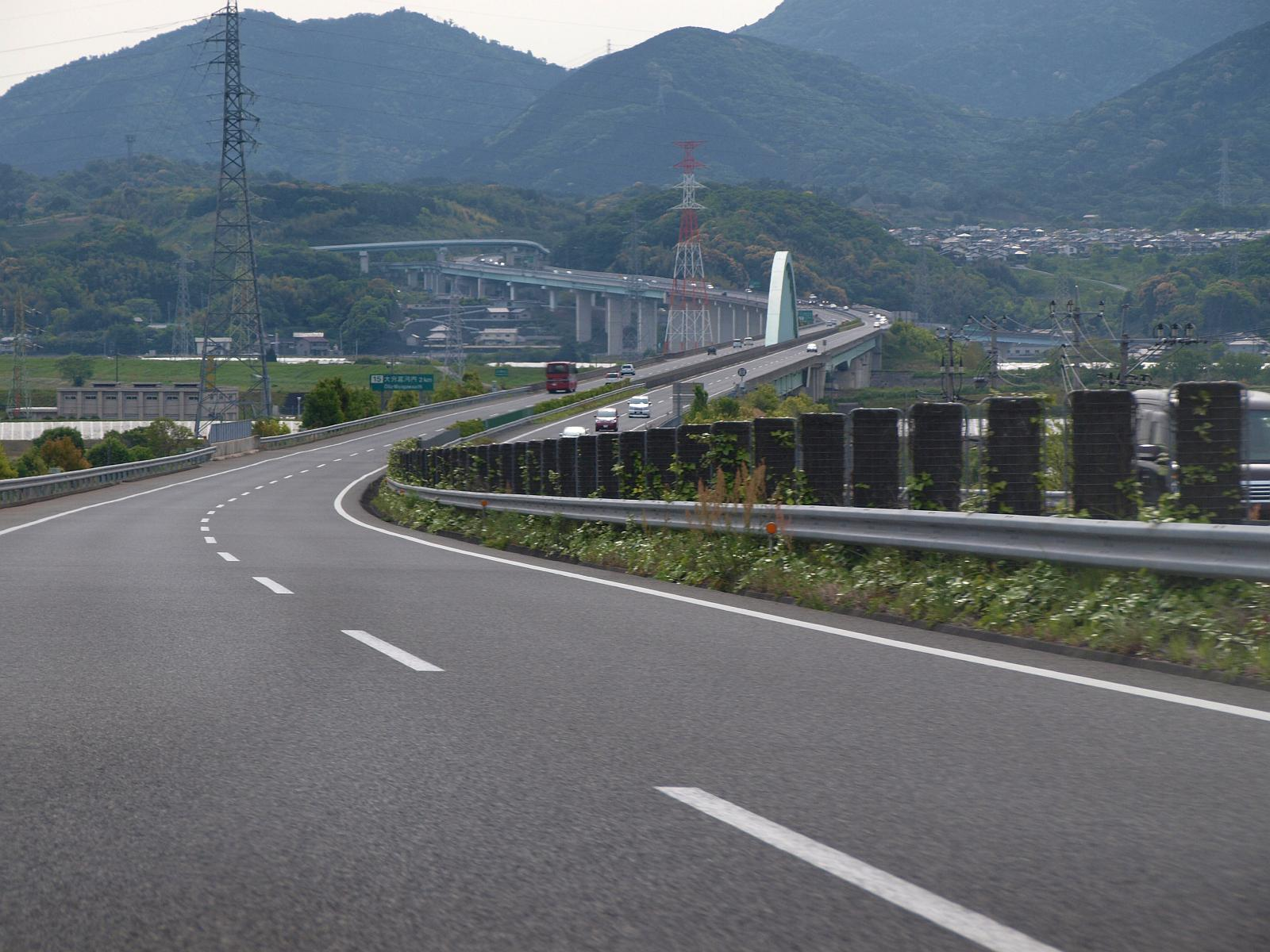
大分宮河内交流道附近 （大分縣大分市）
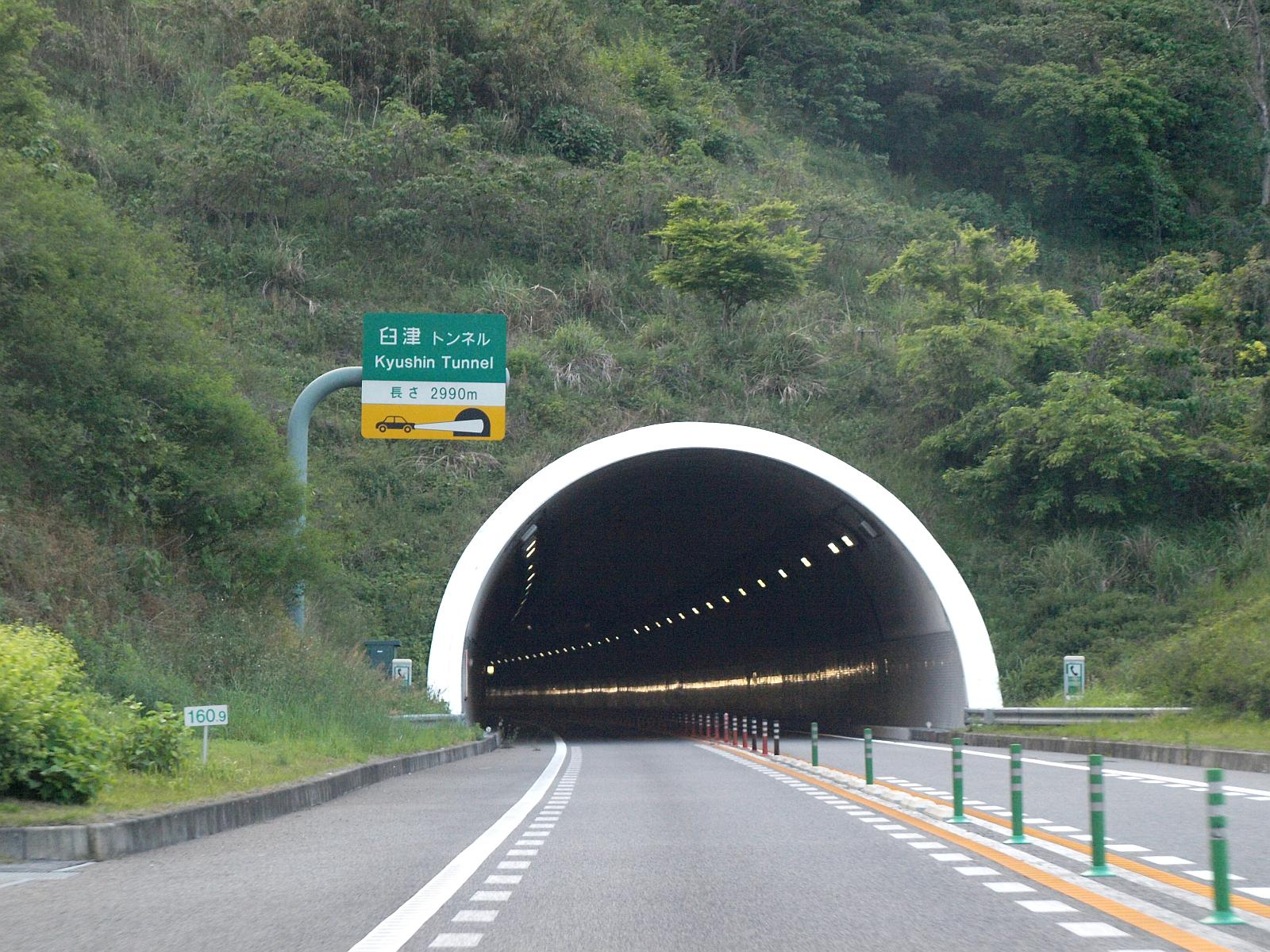
臼津隧道南坑口 （大分縣津久見市）
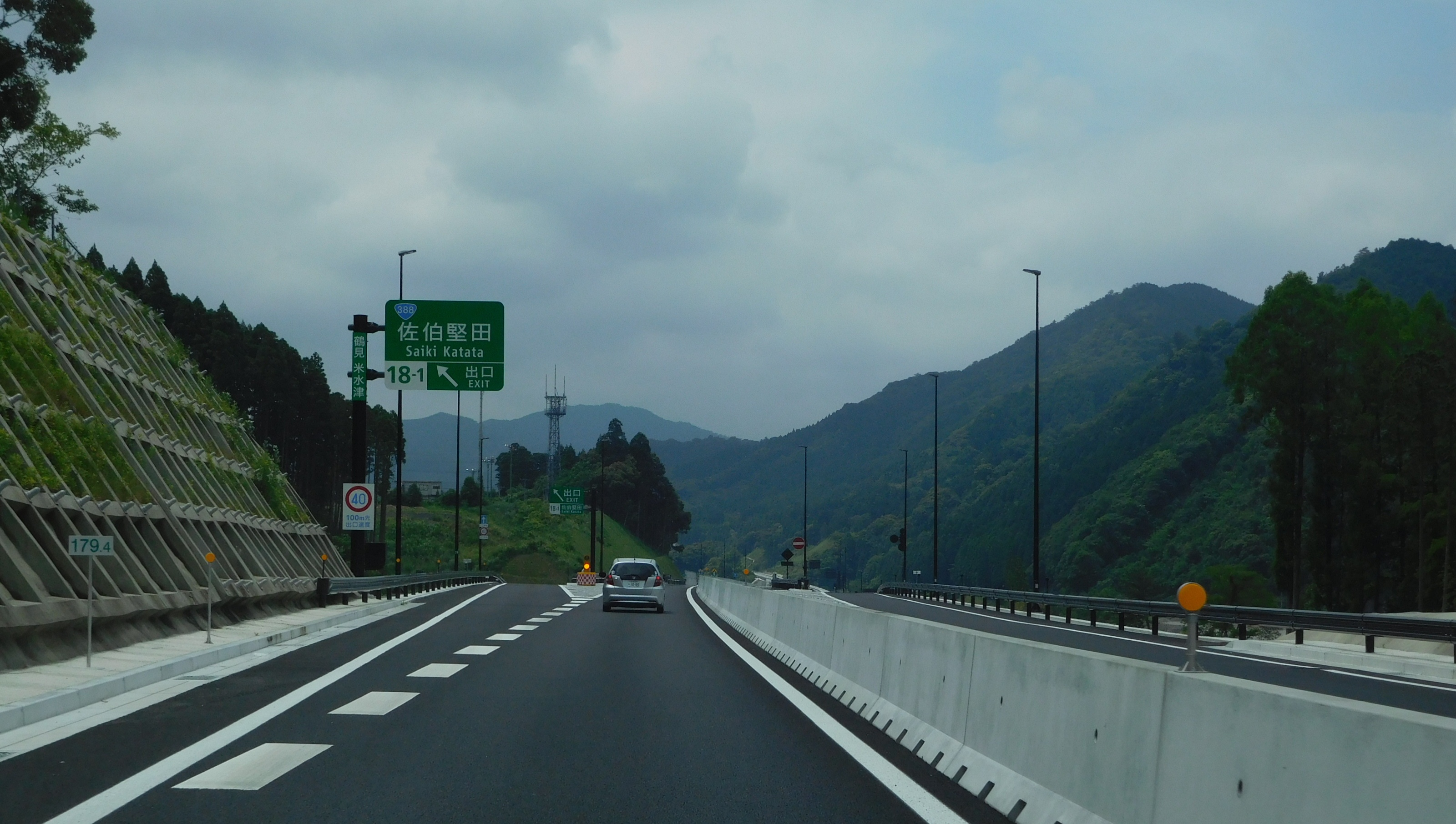
佐伯堅田交流道附近 （大分縣佐伯市）
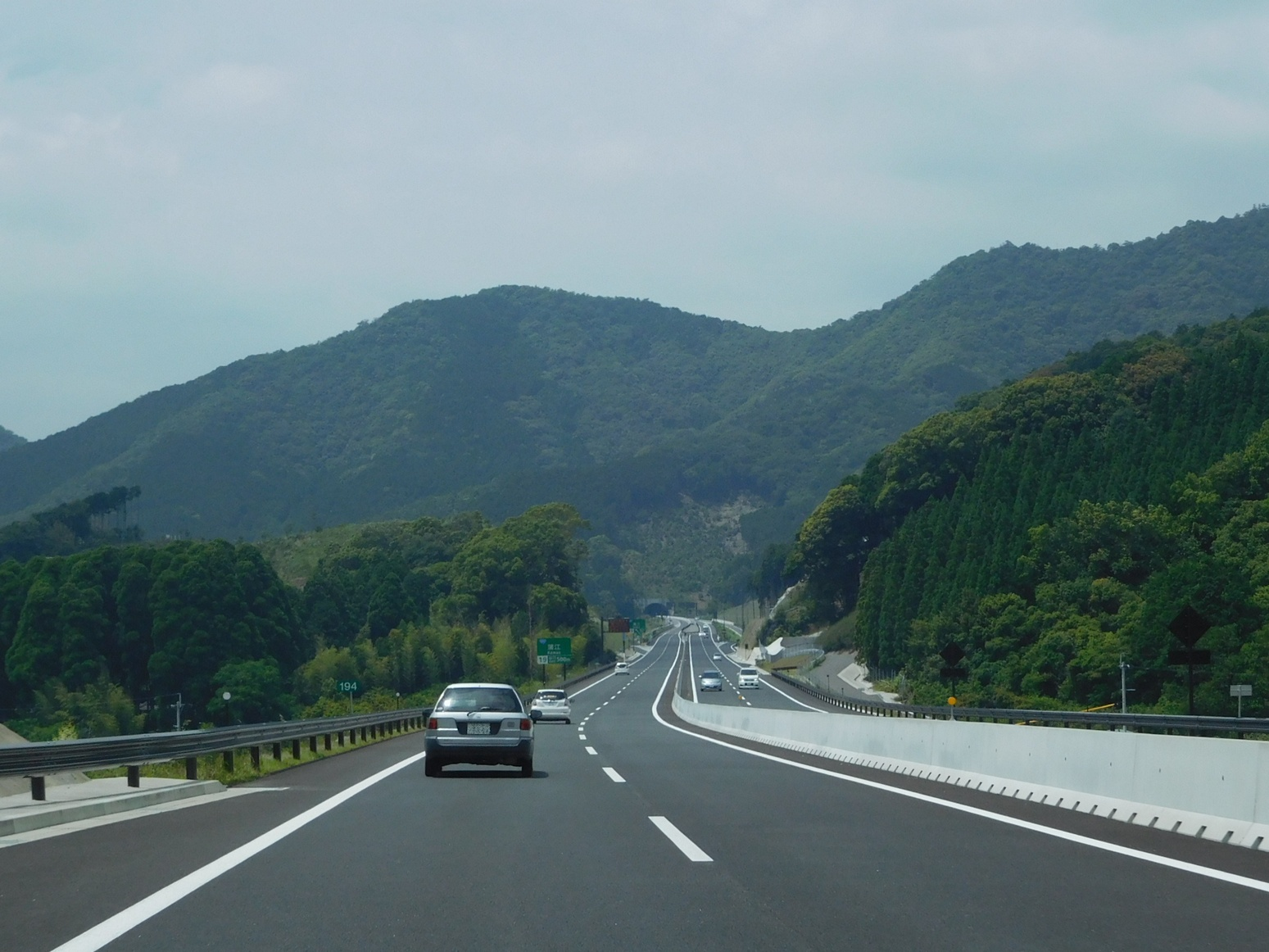
蒲江交流道附近 距鳥栖系統交流道約194公里之地點 （大分縣佐伯市）
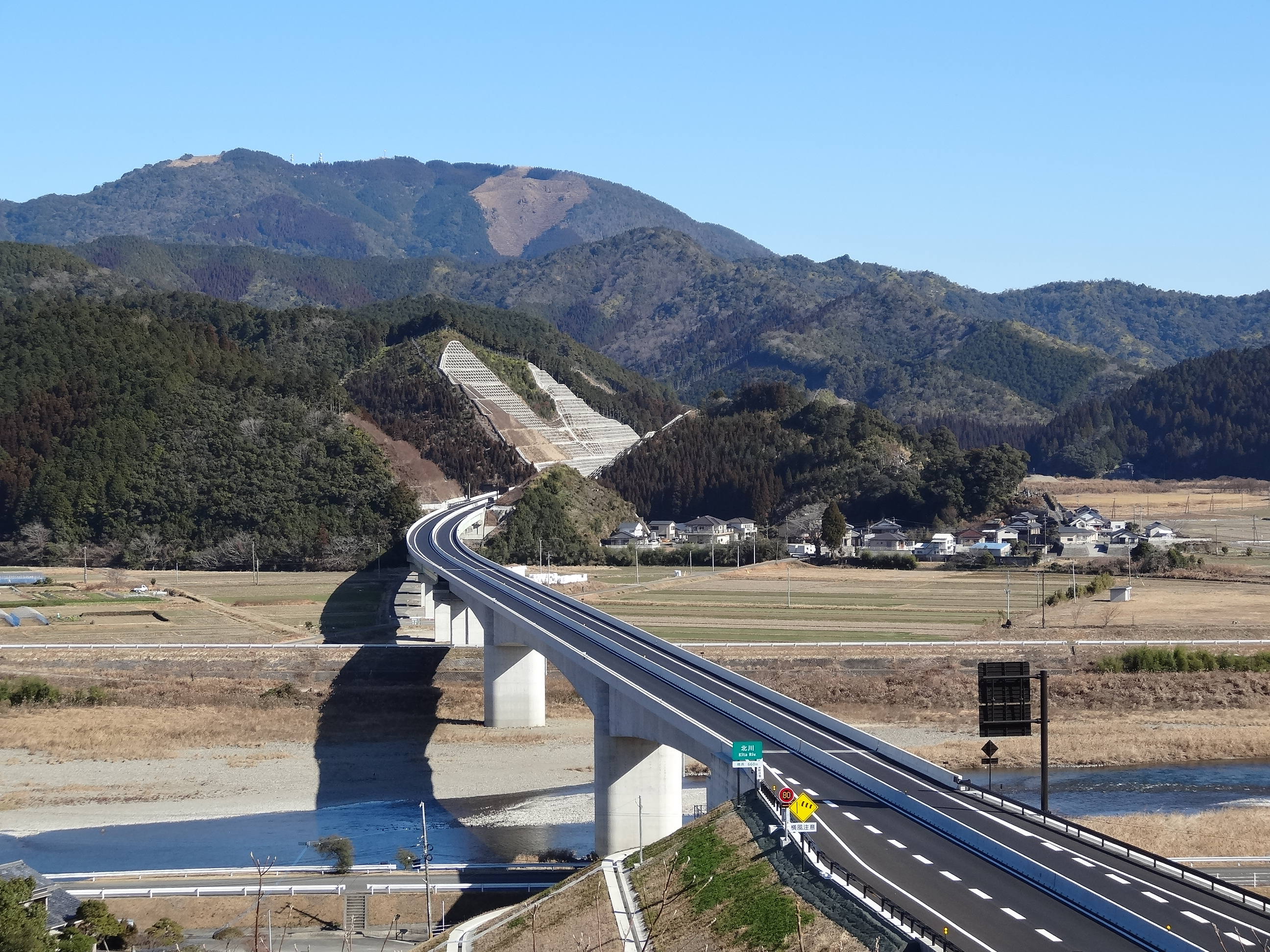
北川交流道附近1 （宮崎縣延岡市）
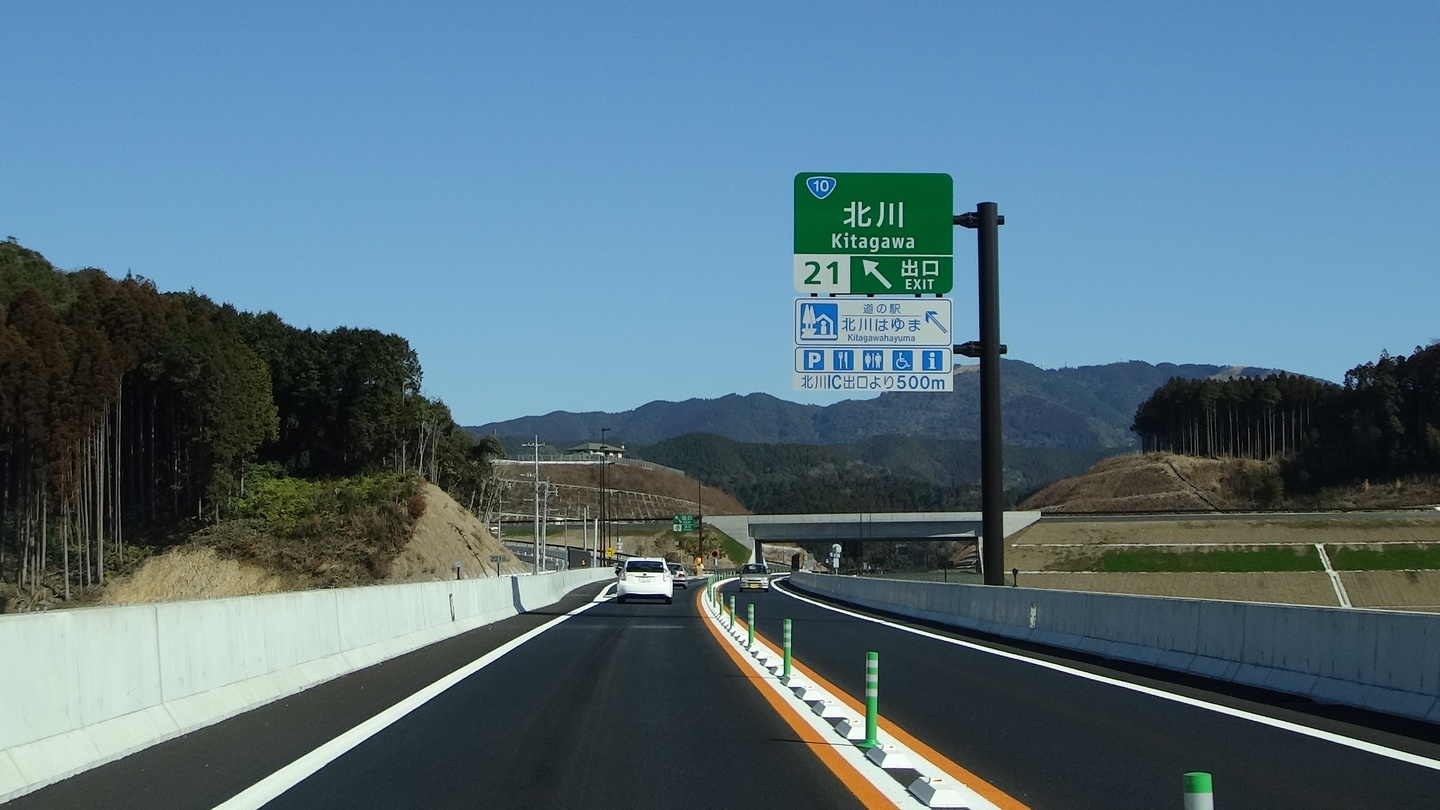
北川交流道附近 （宮崎縣延岡市）
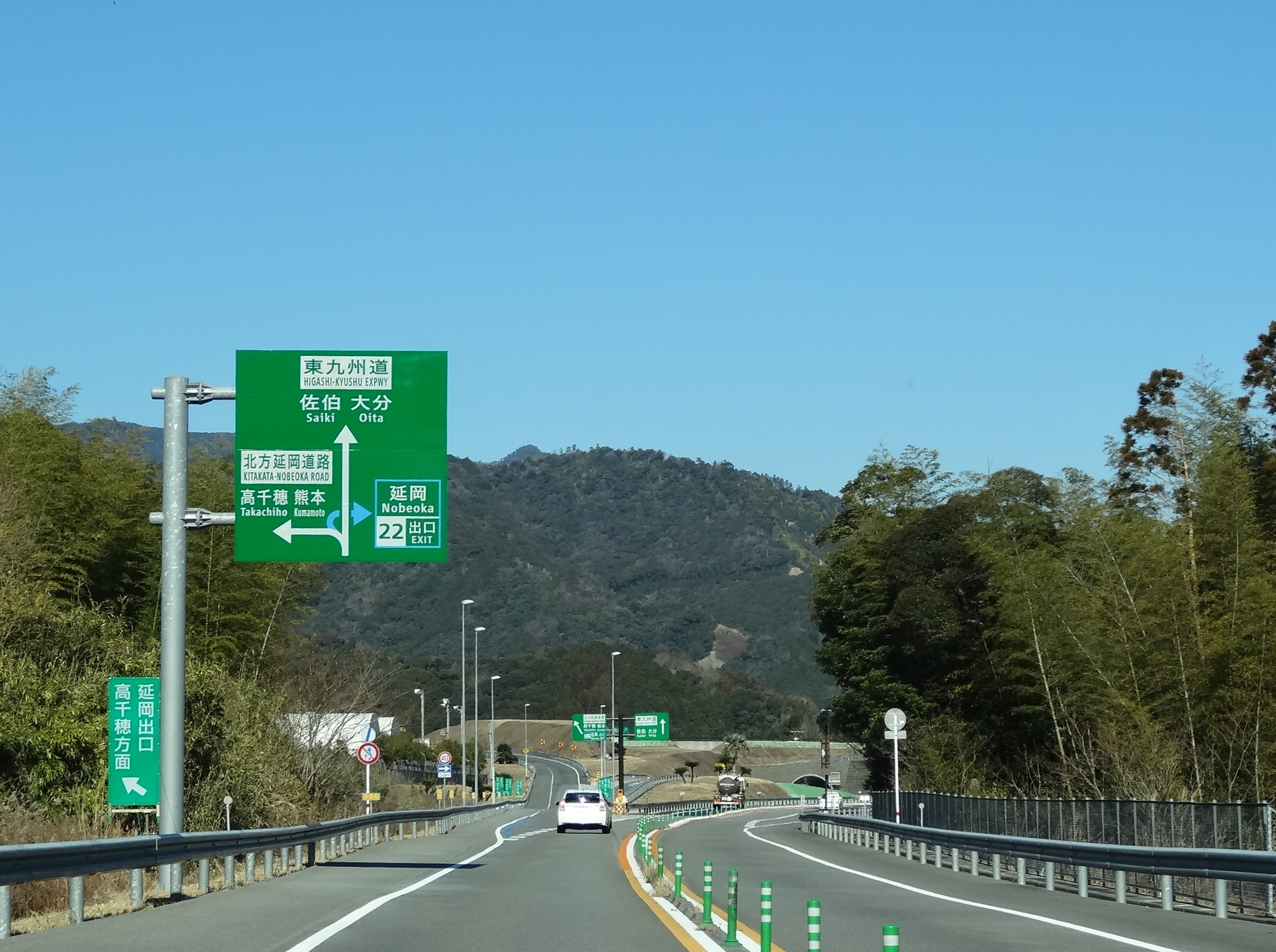
延岡道路 延岡系統交流道 （宮崎縣延岡市）
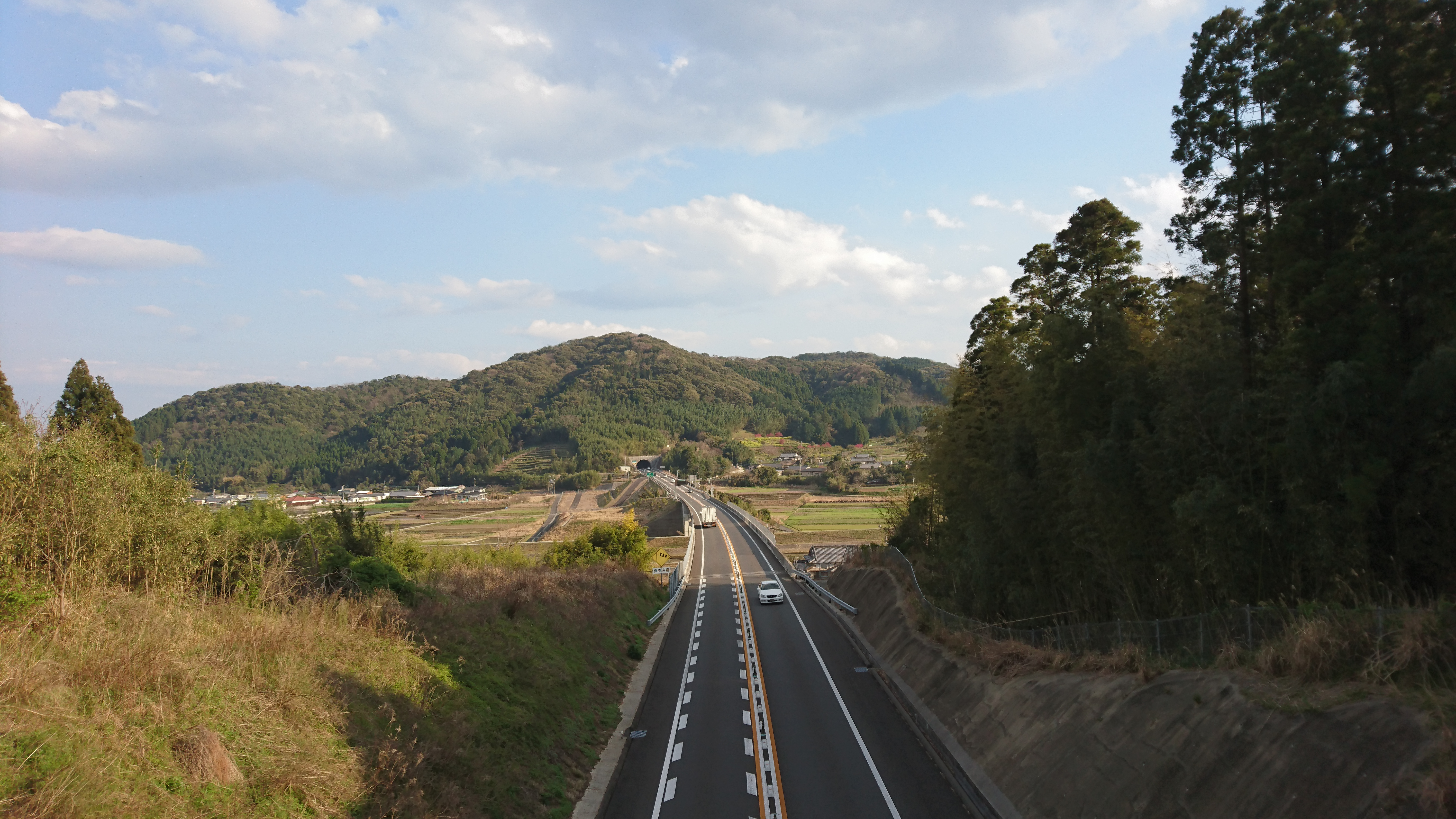
鹽見川橋附近 前方可見到比良山隧道北坑口 （宮崎縣日向市）
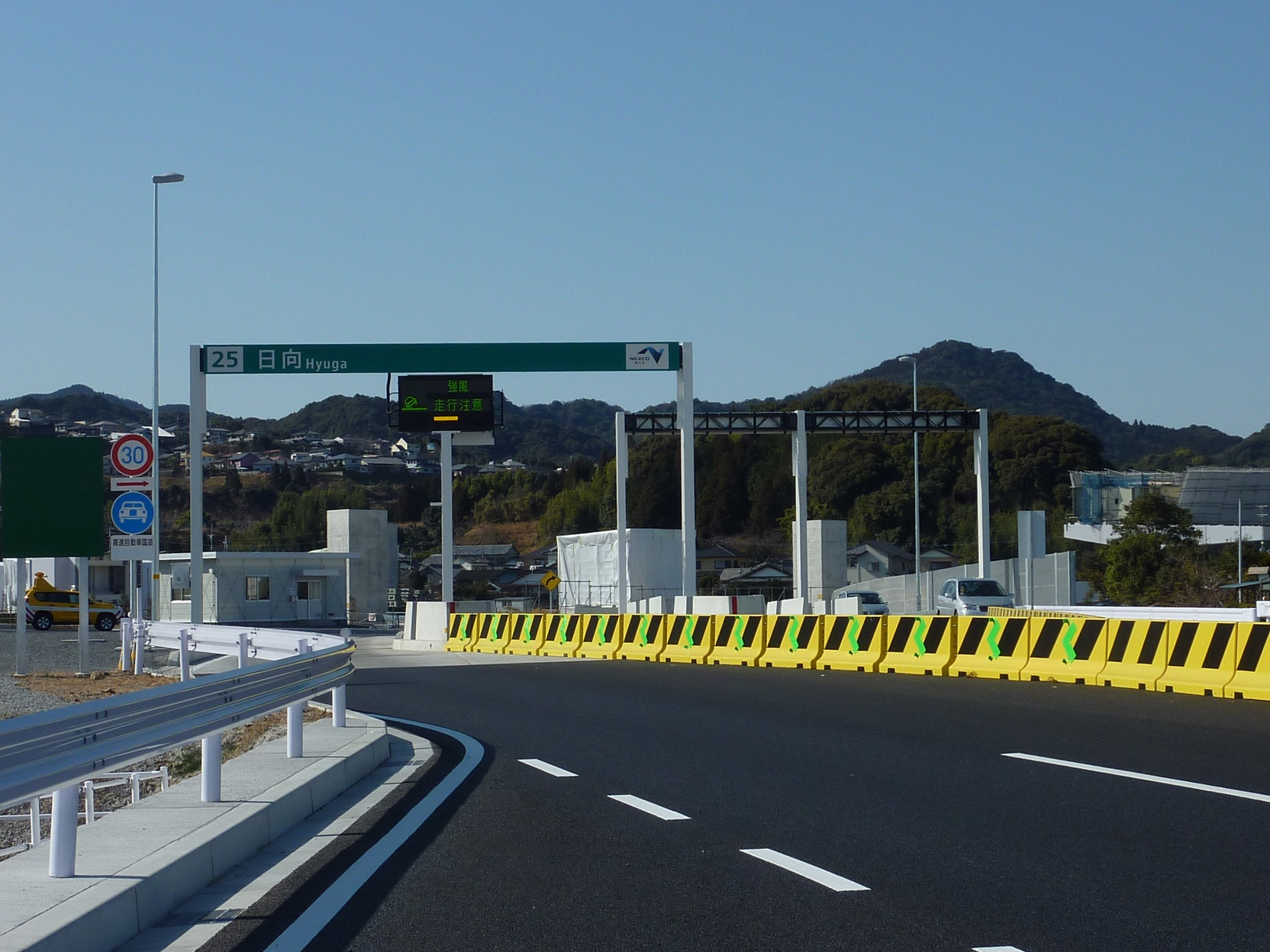
日向交流道（2011年1月） （宮崎縣日向市）
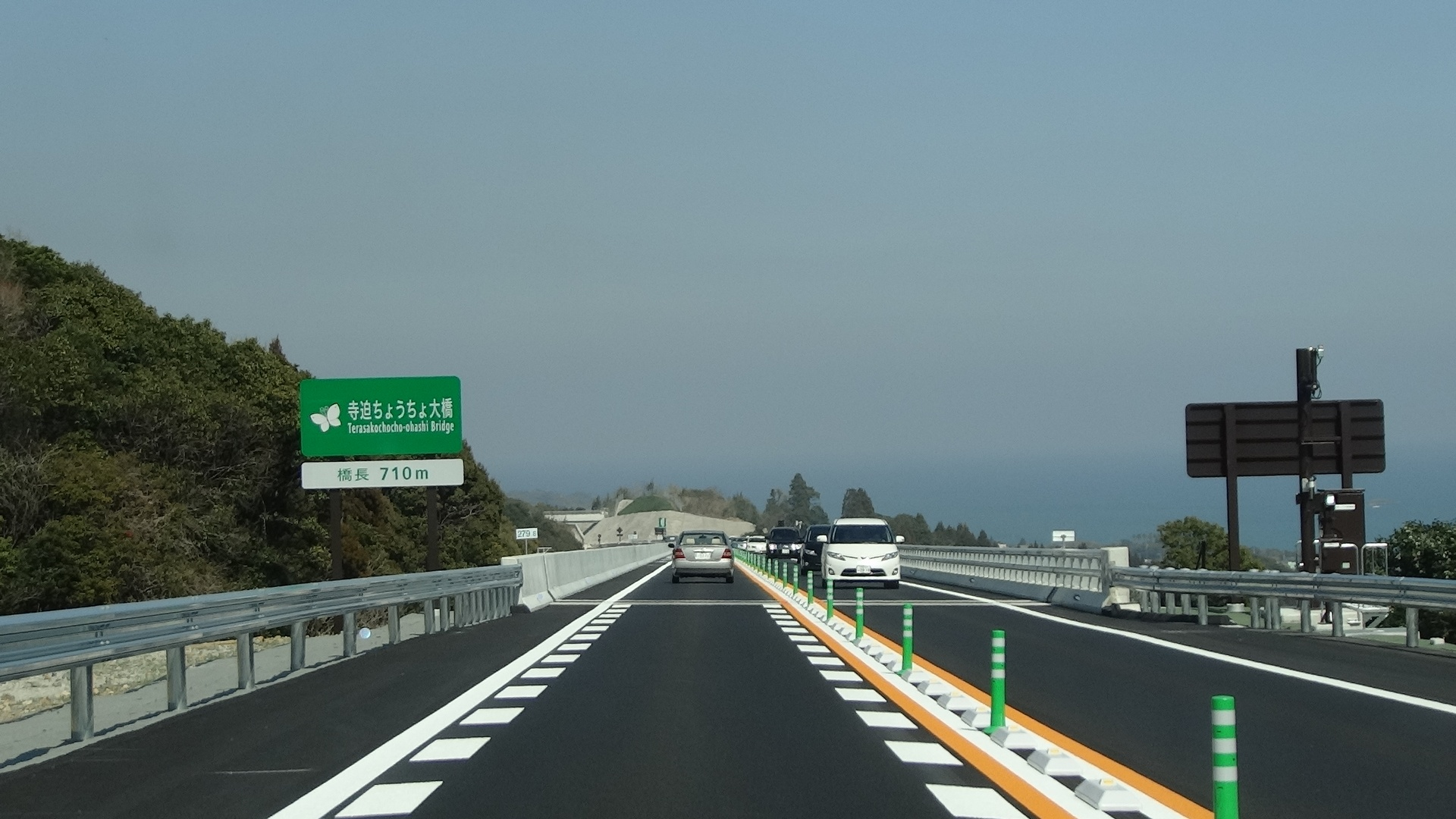
寺迫ちょうちょ大橋 （宮崎縣日向市）
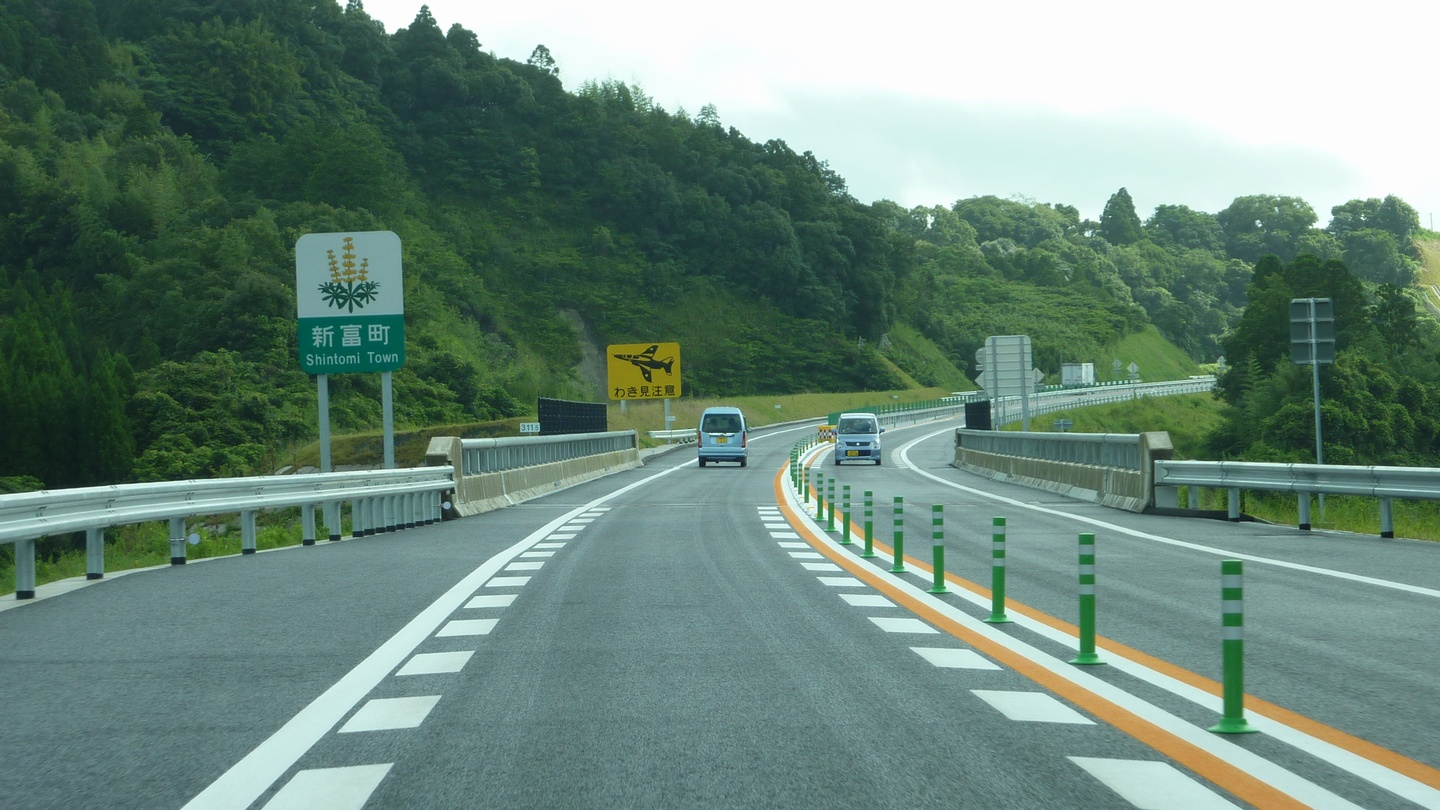
新田原基地附近「注意戰機」之標識 （宮崎縣兒湯郡新富町）
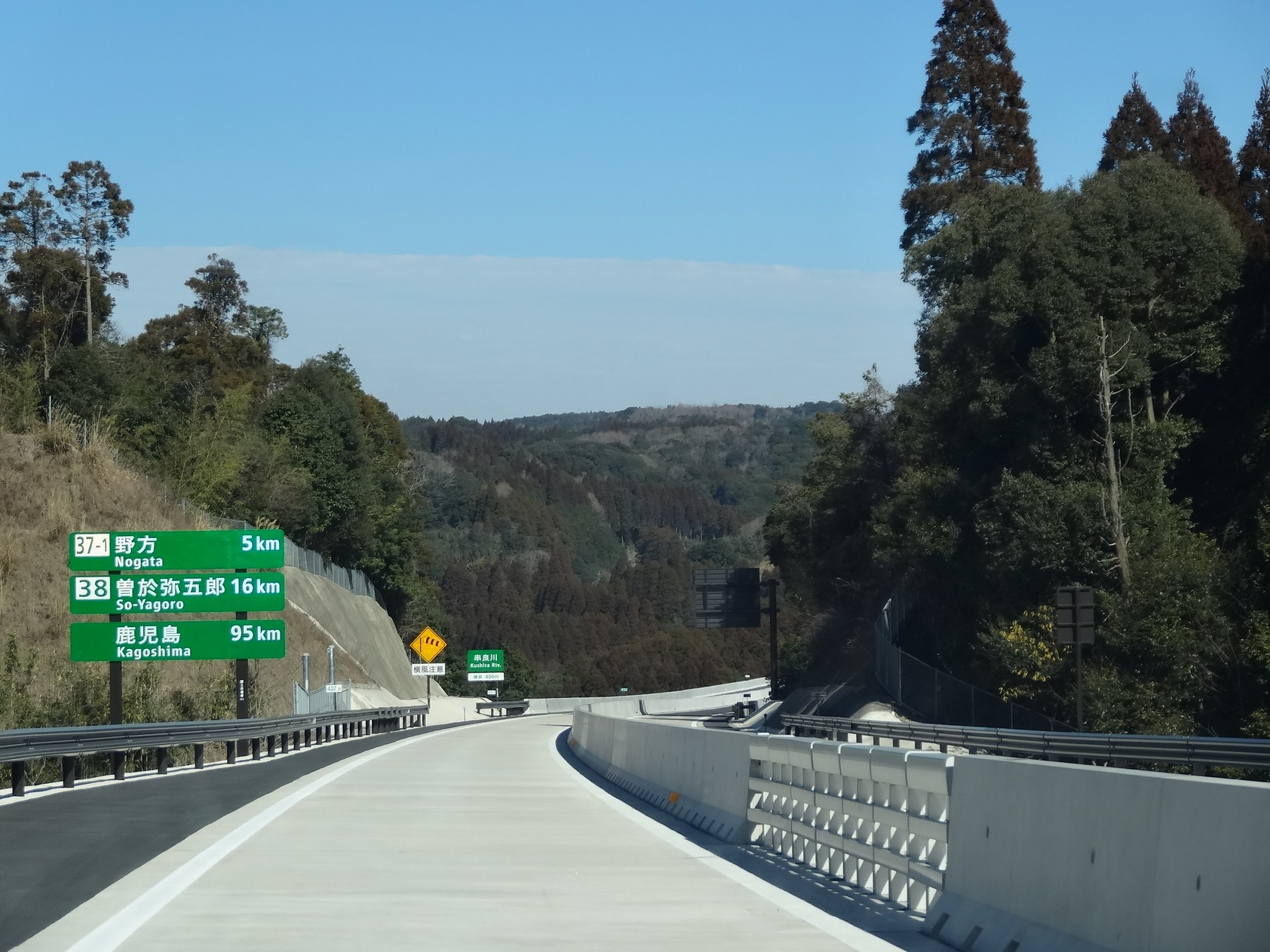
鹿屋串良系統交流道附近 （鹿兒島縣鹿屋市）
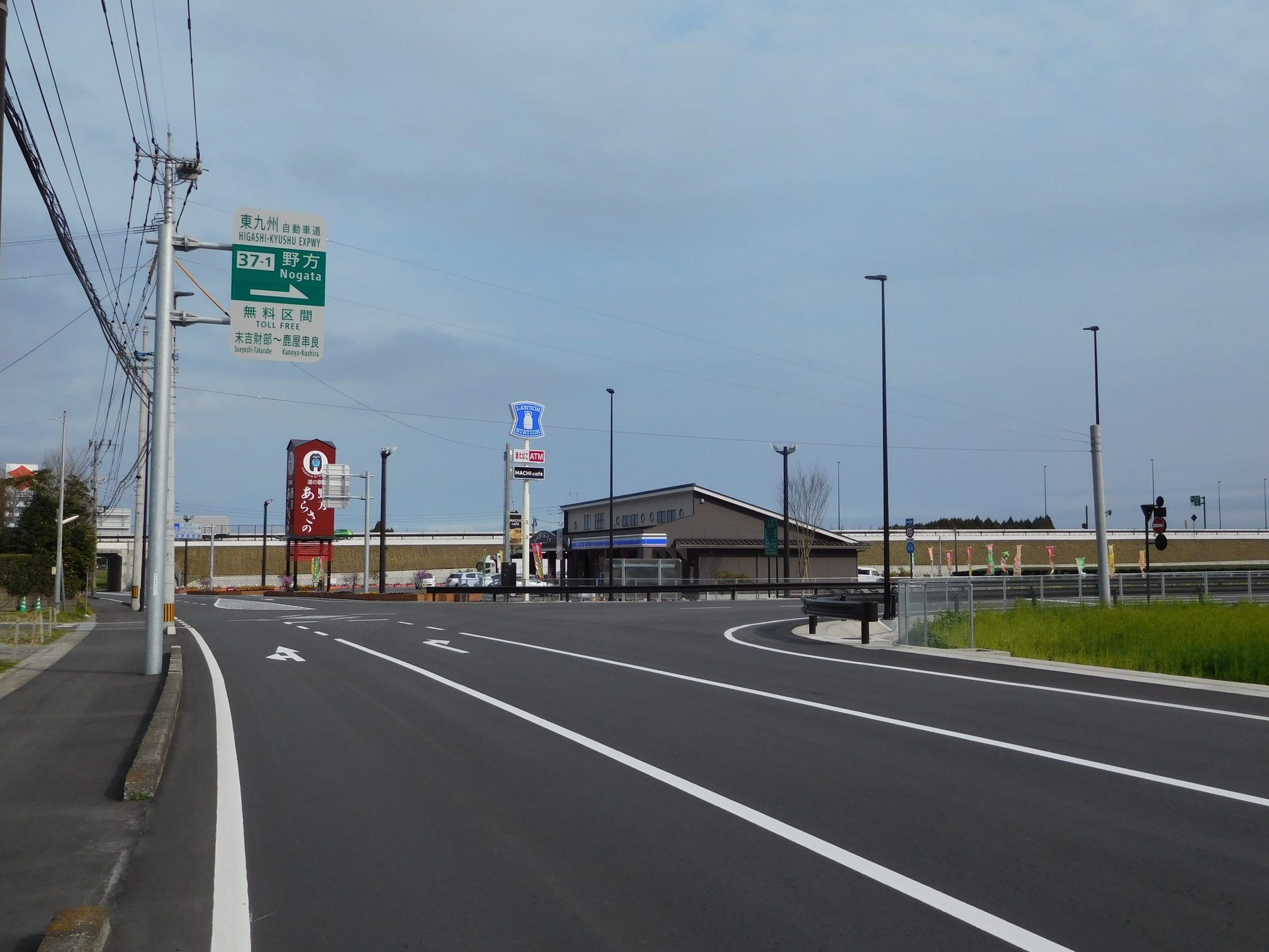
野方交流道入口附近 道之驛與交流道鄰接 （鹿兒島縣曾於郡大崎町）
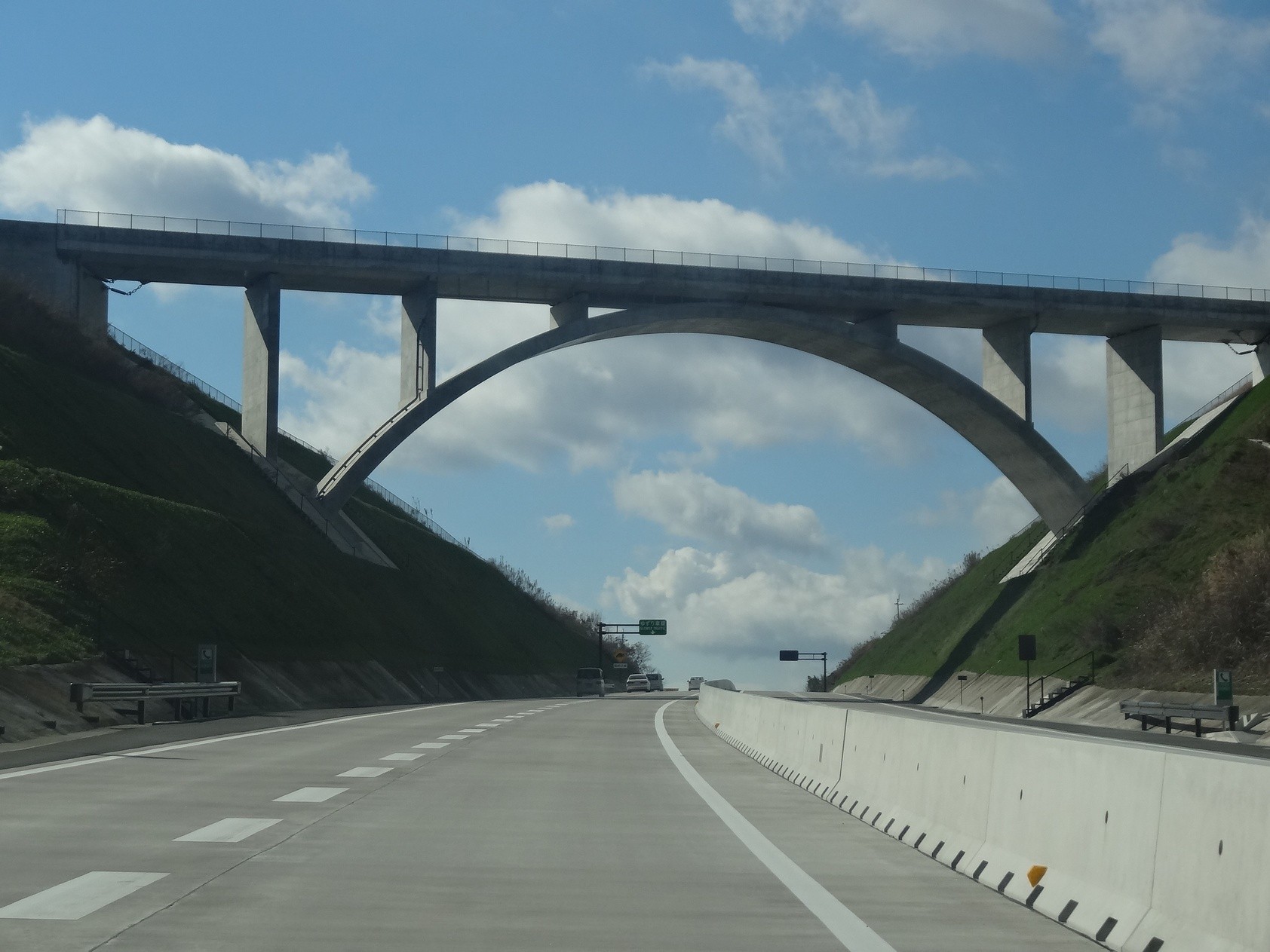
野方交流道 - 曾於彌五郎交流道間的爬坡車道 （鹿兒島縣曾於市）
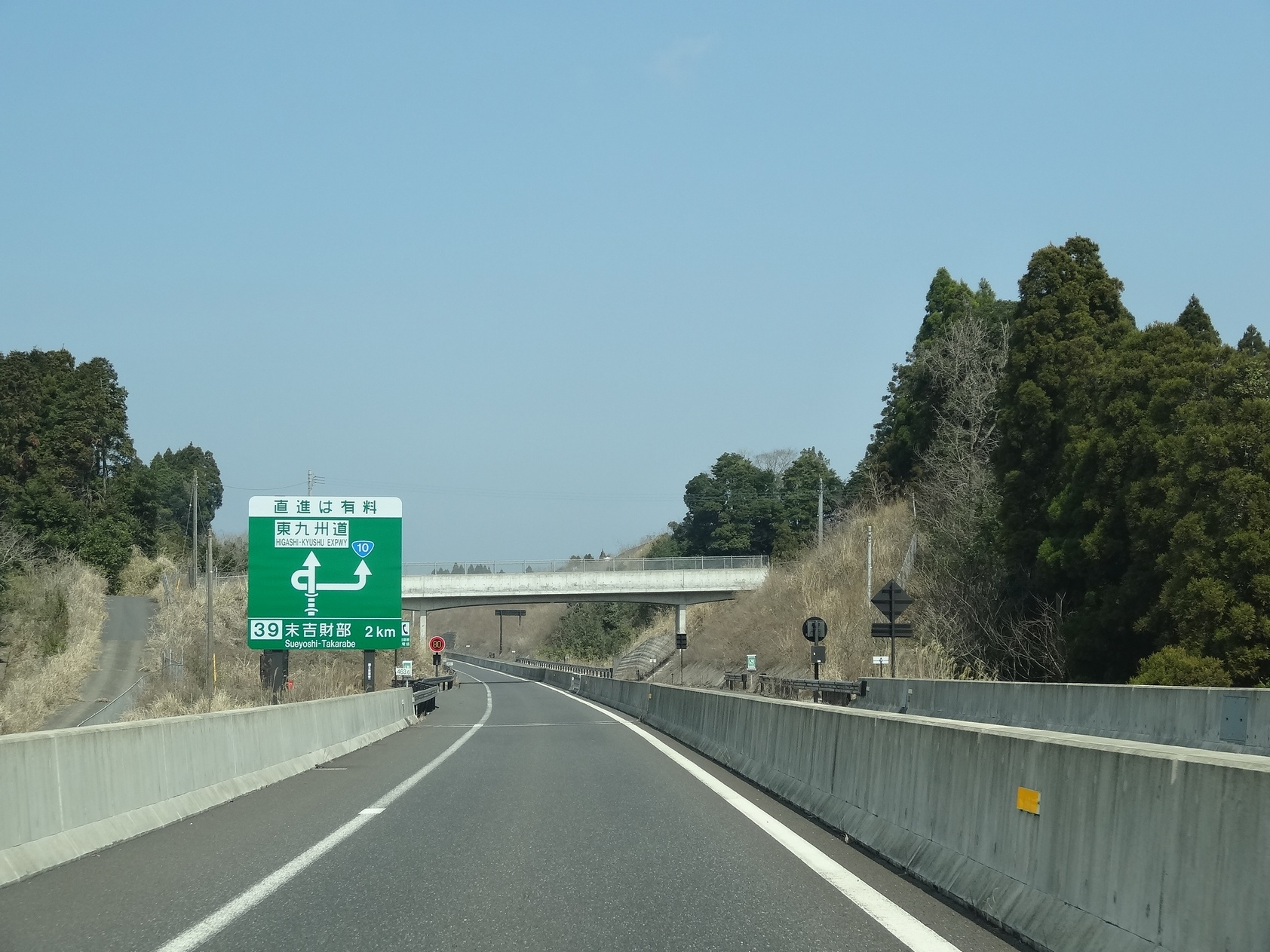
末吉財部交流道附近 （鹿兒島縣曾於市）
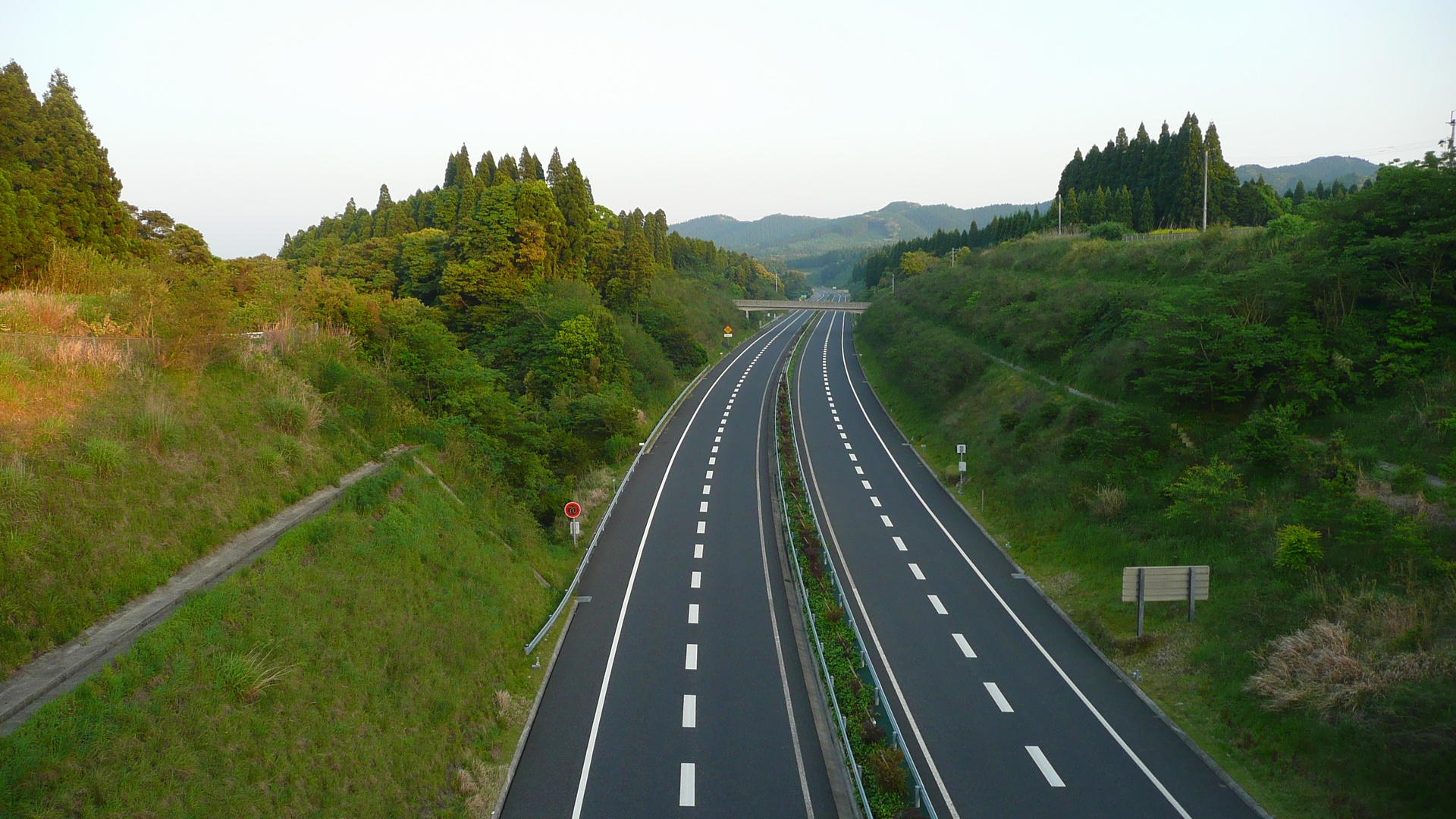
末吉財部交流道 - 國分交流道間的爬坡車道 （鹿兒島縣霧島市）
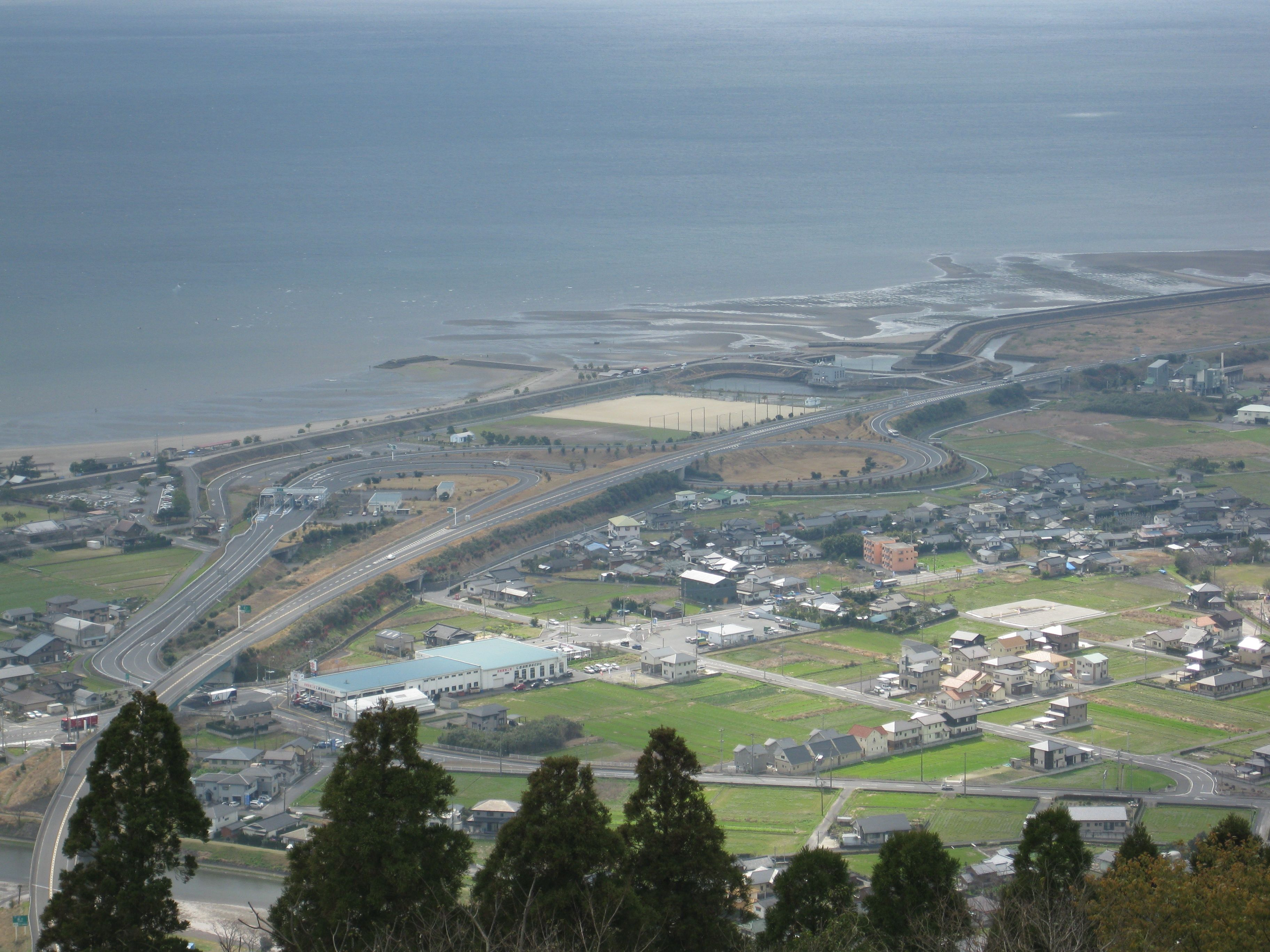
展望國分交流道附近 南方臨錦江灣，與國道10號連接 （鹿兒島縣霧島市）

### 來源
1. 1 2  建設事業介紹PDF - 西日本高速道路 九州支社
2. 1 2  . 国土交通省.   [2017年2月26日]. （原始内容存档于2017年2月27日）.
3. 1 2  （一）宇佐インター線（下拝田工区）現道拡幅PDF - 「豊ちゃく2014」開通目標一覧（宇佐地区） （页面存档备份，存于）、大分県公式ウェブサイト、2014年7月2日更新、2021年2月6日閲覧。
4. ↑  中九州横断道路「大分～犬飼」間の計画段階評価を進めるための調査着手について （页面存档备份，存于） - 大分県ホームページ
5. ↑  中九州横断道路 大分〜犬飼間（計画段階評価を進めるための調査着手）PDF - 大分県ホームページ資料 2021年3月30日付
6. ↑  中九州道犬飼ＩＣー東九州道宮河内ＩＣ　国に接続ルート要望へ （页面存档备份，存于） - 大分合同新聞 2021年3月6日付
7. ↑  . 夕刊デイリー. 2019-09-27  [2022-03-31]. （原始内容存档于2020-10-23）.
8. ↑   (PDF). 国土交通省道路局. 2020-10-23  [2020-10-23]. （原始内容 (PDF)存档于2022-04-23）.
9. 1 2  . 宮崎交通.   [2019-11-30].[]
10. 1 2   (PDF). 宮崎交通.   [2019-11-30]. （原始内容 (PDF)存档于2021-07-28）.
11. ↑   (PDF). 国土交通省九州地方整備局 宮崎河川国道事務所. 2019-12-20  [2019-12-20]. （原始内容 (PDF)存档于2022-04-02）.
12. 1 2   (PDF). 国土交通省 道路局.   [2021-10-14]. （原始内容 (PDF)存档于2022-04-26）.
13. 1 2 3   (PDF). 国土交通省 道路局.   [2021-10-14]. （原始内容 (PDF)存档于2021-08-31）.
14. 1 2 3
15. ↑  東九州自動車道西都IC-宮崎西ICで通行止めを伴う道路改良工事を実施します （页面存档备份，存于） 西日本高速道路、2009年8月17日。
16. 1 2  .   [2013-01-05]. （原始内容存档于2013-02-25）.
17. ↑  東九州自動車道 工事状況 志布志〜末吉財部 （页面存档备份，存于） - 国土交通省九州地方整備局 大隅河川国道事務所ホームページ
18. ↑  宮崎-大分16年度開通 東九州道 （页面存档备份，存于）宮崎日日新聞 2012年5月10日閲覧
19. ↑  .   [2013-01-06]. （原始内容存档于2012-11-05）.
20. ↑  門川南スマートインターチェンジ（仮称）の概要 的存檔，存档日期2014-01-15. - 宮崎県ホームページ
21. ↑  平成25年度予算を踏まえた道路事業の開通見通しについて 的存檔，存档日期2015-09-24. - 国土交通省 九州地方整備局 記者発表資料
22. ↑  国富スマートインターチェンジ（仮称）の概要[永久] - 宮崎県ホームページ
23. ↑  山本紀子(2014年12月14日). “東九州道:行橋−みやこ豊津IC、開通を知事らが祝う”. 毎日新聞 (毎日新聞社)
24. ↑  大漉実知朗(2015年3月1日). “中津日田道路:中津市内3キロ開通”. 毎日新聞 (毎日新聞社)
25. ↑  後藤俊介(2014年12月22日). “東九州道:曽於弥五郎−鹿屋串良、開通 大隅半島の地域浮揚期待”. 毎日新聞 (毎日新聞社)

## 外部連結
- 西日本高速道路 （页面存档备份，存于）